# Phạm Duy
Phạm Duy (5 tháng 10 năm 1921 – 27 tháng 1 năm 2013), tên khai sinh Phạm Duy Cẩn là nhạc sĩ, nhạc công, ca sĩ, nhà nghiên cứu âm nhạc lớn của Việt Nam. Ông được nhiều người đánh giá là nhạc sĩ lớn nhất của nền tân nhạc Việt Nam  với lượng sáng tác đồ sộ cũng như đa dạng về thể loại, trong đó có rất nhiều ca khúc trở nên kinh điển và quen thuộc với người Việt. Nhạc của ông thường sử dụng những yếu tố nền tảng của âm nhạc cổ truyền Việt Nam kết hợp với những kỹ thuật, cấu trúc của nhạc hàn lâm Tây phương, tạo nên một phong cách riêng với nhiều tác phẩm lớn có tính đột phá, giàu ảnh hưởng đối với các nhạc sĩ thuộc nhiều thế hệ. Ông cũng là người khởi xướng, định hướng nhiều trào lưu, phong cách mới mẻ cho nền tân nhạc Việt. Ngoài sáng tác và biểu diễn, ông còn có những công trình khảo cứu về âm nhạc Việt Nam có giá trị. Ông từng giữ chức giáo sư nhạc ngữ tại Trường Quốc gia Âm nhạc Sài Gòn. Ông còn được coi như một nhà văn với 4 tập hồi ký được giới phê bình đánh giá cao về giá trị văn học lẫn giá trị tư liệu. Với hơn 70 năm sự nghiệp, trải qua nhiều giai đoạn lịch sử quan trọng của đất nước, ông được coi là "cây đại thụ" của nền âm nhạc Việt Nam. Tuy vậy bên cạnh đó, các quan điểm nhìn nhận về ông cũng khác biệt, chủ yếu là do các vấn đề chính trị.
Khởi đầu sự nghiệp âm nhạc trong gánh hát Đức Huy với vai trò phó quản lý và ca sĩ hát lưu động. Từng tham gia Chiến tranh Đông Dương đến năm 1951, sau đó ông rời khỏi chiến khu rồi vào miền Nam Việt Nam để hoạt động âm nhạc. Phạm Duy là tên tuổi lớn và đầy ảnh hưởng tại miền Nam Việt Nam với những hoạt động tích cực dành cho cả âm nhạc và chính trị, và những hoạt động này còn tiếp diễn sau giai đoạn 1975, khi ông di tản sang Hoa Kỳ. Vì lý do chính trị, nhạc của ông bị cấm hoàn toàn tại miền Bắc Việt Nam sau 1954, và toàn Việt Nam sau 1975.
Năm 2005, sau nhiều lần về thăm quê hương, ông chính thức trở về Việt Nam sống và từ đó, một số ca khúc của ông mới bắt đầu được phép phổ biến lại. Tính cho tới tháng 1 năm 2014, có 244 ca khúc được cấp phép lưu hành (trong số đó có 53 ca khúc ngoại quốc do ông đặt lời Việt), trong số khoảng hơn 2000 ca khúc do ông sáng tác hoặc viết lời.

## Tiểu sử
Tạ Tỵ 
Tô Hải 
Tuấn Ngọc
Trần Văn Khê 
Giao Chỉ
Eric Henry

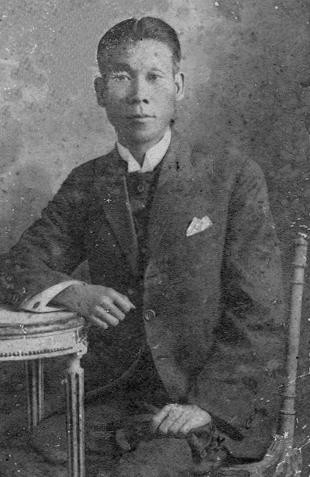
Nhà văn hiện thực Phạm Duy Tốn, cha của Phạm Duy.

Nhạc sĩ Phạm Duy lúc nhỏ.

Phạm Duy Cẩn sinh ngày 5 tháng 10 năm 1921 (5 tháng 9 (nhuận) năm Tân Dậu) tại Nhà hộ sinh số 40 Rue Takou (nay là Phố Hàng Cót), Hà Nội trong một gia đình văn nghiệp. Ít lâu sau khi ông ra đời, gia đình ông dọn từ phố Mã Mây (Rue des Pavillons Noirs - phố Quân Cờ Đen) xuống phố Hàng Dầu (Rue Felloneau), Hà Nội.
Cha ông là Phạm Duy Tốn, thường được coi như là nhà văn xã hội đầu tiên của nền Văn học Mới đầu thế kỷ XX. Anh của ông là Phạm Duy Khiêm, giáo sư – thạc sĩ, cựu Đại sứ Việt Nam Cộng hòa tại Pháp, văn sĩ Pháp văn, tác giả những cuốn Légendes des terres sereines, Nam et Sylvie, De Hanoi à Lacourtine.
Lúc nhỏ ông là cậu bé hiếu động, tính tình "văng mạng, bất cần đời", tuy vậy lại thích diễn kịch, làm trò, và mê nhạc. Ông biết dùng guitar, mandolin để chơi nhạc Tây Âu, bên cạnh đó còn tiếp thu các nhạc điệu dân ca miền Bắc, hay những bài ca Huế như Nam Ai, Nam Bình, Tứ Đại Cảnh... Ngoài nền văn hóa mang tính nhân bản của Pháp, ông còn được tiếp xúc với văn hóa cổ truyền, qua các tác phẩm của cha Phạm Duy Tốn, hay cuốn "Tục ngữ phong dao" của người anh họ Nguyễn Văn Ngọc.
Về học hành chính quy, Phạm Duy chỉ có bốn năm tiểu học và một năm trung học, nhưng những bài học trong sách Quốc văn giáo khoa thư, Luân lý giáo khoa thư đã in đậm trong tâm hồn ông trước khi bước vào xã hội, hình thành cho ông quan niệm về "đức độ của con người Việt Nam" mà ông nhấn mạnh là "con người ở nông thôn", chứ không phải ở thành thị. Ông học vỡ lòng tại trường Hàng Thùng, học Tiểu học tại trường Hàng Vôi (Trường Amiral Courbet, nay là trường Nguyễn Du). Tính ông nghịch ngợm, học không giỏi, thường hay bị phạt. Đến năm 13 tuổi (1934), vào được lớp nhất, ông mới học giỏi dần, trở thành một trong những học sinh ưu tú của lớp, nhất là môn đọc thơ tiếng Pháp.
Năm 1936, sau khi thi trượt vào Trường Bưởi, ông vào học trường Trung học tư thục Thăng Long. Thầy dạy ông tại trường có Võ Nguyên Giáp, Trần Văn Tuyên, Phan Anh, Khuất Duy Tiến... Trong các bạn cùng lớp có Quang Dũng. Về học lực ông đứng thứ nhì trong lớp. Một năm học trung học giúp ông hấp thụ thêm những cái hay cái đẹp của nền văn chương Pháp, của Victor Hugo, André Chenier, Alfred de Vigny, Bernadin de Saint Pierrre...
Năm 1937, anh của ông là Phạm Duy Khiêm không cho ông học tại trường Thăng Long nữa mà bắt ông học nghề, vào Trường Bách Nghệ (Trường Kỹ nghệ Thực hành Hà Nội). Trường có hai ngành là gỗ và sắt, ông học ngành sắt (nguội, tiện, rèn). Học chưa hết một niên khóa thì năm 1938 ông bị đuổi học vì đánh nhau, vi phạm kỷ luật.

## Hoạt động
Năm 1938, sau khi nghỉ học, ông xin làm việc ở hiệu sửa radio tại phố Hàng Gai, Hà Nội. Cuối năm 1939 thì đi Móng Cái làm việc ở Nhà Máy điện, làm thợ rèn rồi coi lò than, sau 5 tháng bị bệnh nám phổi phải vào nhà thương chữa bệnh. Cuối tháng 5/1940 ông về Hà Nội định đầu quân làm lính thợ sang Pháp nhưng do Pháp bị thua trận nên ý định không thành.
Khoảng tháng 6/1940, nghe lời bè bạn, ông theo học dự thính hội họa tại trường Cao đẳng Mỹ thuật Đông Dương, học thầy Tô Ngọc Vân, cùng lớp với Bùi Xuân Phái, Phan Kế An, Võ Lăng... Tuy nhiên, ông sớm nhận ra mình không có niềm đam mê thật sự đối với hội họa.
Mùa thu năm 1941 ông nghỉ học, về Hưng Yên sống với mẹ, chị tại nhà anh trai Phạm Duy Nhượng, đang làm thầy giáo tại đây. Một người anh họ xa nên là Ninh, làm nghề lục sự tại Tòa án, đã đưa ông vào làm thư ký. Sau một thời gian ông bỏ việc về làm con nuôi của Tuần phủ Lê Đình Trân, lo việc kèm học cho 2 em nhỏ. Sau ông Trân được thăng làm Tổng đốc, đi trấn nhậm tỉnh Kiến An, Phạm Duy cũng đi theo.
Năm 1943 ông đi trông coi đồn điền của gia đình Tổng đốc Lê Đình Trân tại Yên Thế, Bắc Giang. Một thời gian sau mẹ ông kêu ông về Hà Nội để tham gia Gánh hát Đức Huy đang thành lập. Gánh hát biểu diễn ra mắt tại Hải Phòng rồi Nam tiến, có lúc biểu diễn ở Campuchia.
Việc sống ở nhiều nơi, trải qua nhiều hoàn cảnh sống khác nhau cũng là những chất liệu quan trọng giúp ích cho sự nghiệp âm nhạc của Phạm Duy sau này. Cùng với giai đoạn lang thang vô định này, ông cũng dần nhận ra niềm đam mê âm nhạc của mình. Phạm Duy tự mày mò học nhạc cổ điển, rồi tập sáng tác. Trong cuộc đời của mình, ông chưa từng học chính quy một trường lớp âm nhạc nào.
Năm 1944, ông thành ca sĩ hát tân nhạc trong gánh hát cải lương Đức Huy – Charlot Miều (Ngô Nhật Huy). Thời kỳ hát rong, Phạm Duy được gặp gỡ nhiều tên tuổi lớn như thi sĩ Lưu Trọng Lư, nhạc sĩ Lê Thương, Lê Xuân Ái, Văn Đông... và nhạc sĩ Văn Cao, người sau này trở thành bạn thân thiết trong đời sống lẫn trong âm nhạc. Ngoài việc cùng Văn Cao la cà các chốn ăn chơi thì ông cũng giúp đỡ cho Văn Cao trong việc soạn nhạc, cùng Văn Cao sáng tác tác phẩm Bến xuân và Suối mơ.
Năm 1942, ông khởi nghiệp sáng tác nhạc với tác phẩm hoàn chỉnh đầu tay là "Cô hái mơ", phổ từ thơ Nguyễn Bính, trong thời kỳ phong trào Tân nhạc bắt đầu nở rộ.
Ngày 9 tháng 3 năm 1945, Nhật đảo chính Pháp. Chiều ngày 10 tháng 3, khi gánh hát Đức Huy đang lưu diễn ở Cà Mau, ông cùng hai người trong gánh hát bị mật thám Pháp bắt vào tù do treo cờ Nhật, nhưng đến tối thì được binh lính Nhật trả tự do. Giữa năm 1945 Phạm Duy từ giã gánh hát Đức Huy đến ở nhờ nhà một người bạn tại khu Dakao (Tân Định), Sài Gòn. Ông sinh sống, đi hát tại Sài Gòn rồi gia nhập Thanh niên Tiền phong, làm công tác văn nghệ rồi vào đội Võ trang Tuyên truyền. Tháng 10/1945, sau khi quân Pháp làm chủ Sài Gòn, ông rời Tân Định ra Bắc, về Hà Nội.
Đầu năm 1946 ông tham gia một lớp huấn luyện quân sự cấp tốc rồi sau đó được đưa vào miền Nam tham gia kháng chiến. Ông được đưa vào chiến khu Bà Rịa - Vũng Tàu làm công tác thông tin, liên lạc và tiếp vận. Đầu mùa Thu năm 1946 ông bị thương nhẹ ở cánh tay và được phép về Bắc. Ông ở Huế một thời gian rồi về Hà Nội khoảng cuối tháng 10/1946.
Ngày 19/12/1946 Toàn quốc kháng chiến. Ngày 20 tháng 12 ông ra Hà Đông, làm việc tại Đài Phát thanh bí mật; sau đó tham gia Đoàn Văn nghệ Giải phóng tại Sơn Tây rồi đi phục vụ văn nghệ qua Phúc Yên, Vĩnh Yên, Việt Trì, Phú Thọ, Tuyên Quang, Yên Bái, Lào Cai. Ông ở lại Lào Cai, cùng với Văn Cao, Ngọc Bích, làm việc tại phòng trà Quán Biên Thùy (một cơ sở tình báo). Sau đó ít lâu ông cùng Ngọc Bích đến Bắc Cạn (qua Yên Bái, Tuyên Quang, Thái Nguyên) khoảng tháng 10/1947, rồi quay lại Thái Nguyên; lúc này hai ông làm việc cho Cục Chính trị, là cán bộ văn nghệ với cấp bậc đại úy. Cuối 1947 hai ông từ Thái Nguyên qua Bắc Giang, sau đó tham gia đoàn văn nghệ do Hoàng Cầm thành lập, lưu diễn tại Bắc Giang, Cao Bằng, Lạng Sơn năm 1948. Sau khi không còn là văn nghệ sĩ của Cục Chính trị thì 2 người đi Bắc Giang, Bắc Ninh, Phúc Yên, Sơn Tây về Hà Đông.
Sau khoảng 2 tháng, nghe lời Trần Văn Giàu, cả hai vào Thanh Hóa để vào Nam. Nhưng tại Thanh Hóa, Phạm Duy tham gia Đoàn Văn nghệ Quân đội Liên khu IV, trực thuộc Trung đoàn 304 (có sự tham gia của Thái Hằng). Sau khi đính hôn với Thái Hằng, Phạm Duy cùng một số nghệ sĩ đi phục vụ thực tế tại Nghệ An, Hà Tĩnh rồi Bình - Trị - Thiên (đi đường rừng, đồng bằng và quay về bằng đường biển).
Về lại Thanh Hóa năm 1949, Phạm Duy cưới Thái Hằng, người chủ trì hôn lễ là tướng Nguyễn Sơn. Sau đó cả 2 vợ chồng ra Việt Bắc (đi qua Hòa Bình, Vĩnh Yên, Thái Nguyên, Bắc Cạn) năm 1950, tham dự Đại hội Văn hóa Toàn quốc. Sau đó Phạm Duy và vợ từ bỏ, thoát ly khỏi các đoàn văn nghệ quân đội và quay về lại Thanh Hóa.
Ngày 1 tháng 5 năm 1951 đại gia đình Phạm Duy-Thái Hằng chia làm 3 nhóm từ Thanh Hóa "dinh tê" về Hà Nội. Ngày 9 tháng 6 năm 1951 di cư (bằng máy bay) vào Nam, sinh sống tại Sài Gòn. Cuối năm 1951, bị một số nhạc sĩ ghen tị tố cáo là có quan hệ với Việt Minh, ông cùng với Lê Thương và Trần Văn Trạch bị bắt giam ở khám Catinat, Sài Gòn trong 120 ngày. Năm 1953, ông qua Pháp học dự thính hai năm về âm nhạc, tại đây, ông chơi thân với Trần Văn Khê, người sau này trở thành giáo sư dân nhạc nổi tiếng. Hai năm sau, ông về Việt Nam thì đất nước đã chia cắt sau hiệp định Genève. Từ đó, ông ở miền Nam tiếp tục sáng tác và biểu diễn trong ban hợp ca Thăng Long cùng với Thái Thanh, Hoài Nam, Hoài Bắc, Hoài Trung tại phòng trà Đêm màu hồng. Thời gian này ông cũng có những hoạt động trong ngành sân khấu và thông tin đại chúng, như viết nhạc kịch, viết nhạc cho phim và cộng tác với đài Phát thanh.
Năm 1956, xảy ra vụ ngoại tình giữa ông và ca sĩ Khánh Ngọc, là vợ của nhạc sĩ Phạm Đình Chương và đồng thời cũng là em vợ của Phạm Duy , vụ việc trở thành một đề tài gây xôn xao trên các báo chí Sài Gòn và cả Hà Nội. Đây là "mối tình cấm", "cả gan" luôn làm ông "buồn rầu khi phải nhắc lại" vì đã làm buồn lòng người vợ, người em vợ, và vì biết rằng những đổ vỡ kia không thể hàn gắn được". Sau vụ tai tiếng trên, ông không còn hợp tác với ban hợp ca Thăng Long nữa. Trong lúc tinh thần suy sụp, ông đi vào mối tình đặc biệt với Alice, con gái của Helen – tình nhân cũ của ông. Đây là mối tình "giữa hai tâm hồn", "không đụng chạm thể xác", được xây dựng trong 10 năm và chính là nguồn cảm hứng lớn để ông viết nên nhiều tác phẩm nhạc tình giá trị, như Chỉ chừng đó thôi, Thương tình ca,....
Gia đình ông chuyển đến căn nhà nhỏ ở cư xá Chu Mạnh Trinh ở ngã tư Phú Nhuận, nơi có nhiều gia đình nghệ sĩ tới ở, như gia đình Nguyễn Mạnh Côn, Năm Châu, Duyên Anh, Hồ Anh, Anh Ngọc, Trần Ngọc, Hoàng Nguyên, Minh Trang, Kim Tước. Không còn hợp tác với ban Thăng Long, Phạm Duy vào làm việc ở Trung tâm Điện ảnh. Thời gian này ông hay lui tới quán Chùa (La Pagode), gặp gỡ Vũ Khắc Khoan, Cung Trầm Tưởng, Võ Đức Diên, Mặc Thu, Tạ Tỵ, Lê Ngộ Châu... Ông được Võ Đức Diên và các bạn bè giúp đỡ đi một chuyến từ Sài Gòn ra vĩ tuyến 17 để hoàn thành nốt trường ca Con đường cái quan.
Thập niên 1960, sau khi Việt Nam Cộng hòa được nhiều quốc gia trên thế giới công nhận, cùng với các bạn nghệ sĩ khác, Phạm Duy được cử đi Philippines, Nhật Bản, Thái Lan để giới thiệu văn nghệ Việt Nam. Và với ít nhiều kinh nghiệm bang giao, ông thường có mặt trong những buổi đón tiếp các phái đoàn văn nghệ nước ngoài, như đoàn vũ trống của Hàn Quốc, đoàn Moral Rearmement của Mỹ... Nhờ đó, ông có dịp trao đổi tài liệu âm nhạc với các văn nghệ sĩ nước ngoài.
Năm 1965, ông tham gia phong trào Du ca với Nguyễn Đức Quang, Giang Châu, Ngô Mạnh Thu,... đi nhiều nơi tại miền Nam Việt Nam để phổ biến các ca khúc nói lên thân phận của tuổi trẻ thời đó.
Năm 1966, ông được văn phòng Giáo dục Văn hóa của Bộ Ngoại giao Mỹ mời sang nước này, tại đây ông được mời tham quan các đài truyền hình, nhạc hội, đến ở trong gia đình nghệ sĩ The Beers Family, Petersburg. Ông được đài Channel 13 với Steve Addiss và Bill Crofut, mời tham gia chương trình dân ca của Pete Seeger, nhạc sĩ phản chiến số một của Hoa Kỳ. Bốn năm sau ông lại qua Hoa Kỳ lần nữa để làm cố vấn cho Bộ thông tin Hoa Kỳ để "giải độc dư luận Mỹ". Tại đây ông mới biết thêm thông tin về vụ Thảm sát Mỹ Lai, và phản ứng của ông là ca khúc ''Kể chuyện đi xa''. Ông cũng hát nhiều ca khúc phản chiến tại các show truyền hình, sân khấu ở Mỹ.
Cuối thập niên 1960, ban nhạc gia đình "The Dreamers" của các con ông ra đời, ông cùng ban này đi biểu diễn tại các phòng trà, nhà hàng Sài Gòn. Đây cũng là thời gian băng Cassette thịnh hành, giúp ông có được nhiều khoản thu nhập từ tiền tác quyền, trở nên giàu có.
Từ 1970 - 1975, với nhiều diễn biến lớn diễn ra tại Việt Nam, đời sống cũng như công việc của ông cũng có nhiều bất ổn. Ngày 17 tháng 4 năm 1975, đài phát thanh của Mặt trận Dân tộc Giải phóng miền Nam Việt Nam cho đăng tuyên bố tử hình vắng mặt Phạm Duy và hai người khác vì thái độ chống cộng. Những ngày cuối tháng 4 năm 1975, trước việc quân Giải phóng miền Nam vào Sài Gòn, Phạm Duy quyết định đưa gia đình di tản ra nước ngoài. Ngày 28 tháng 4, ông và vợ, hai con gái được máy bay của Mỹ đem đi .
Trải qua nhiều khó khăn của hành trình di tản, ông và gia đình cũng ổn định, cư ngụ tại Thành phố Midway, Quận Cam, California. Thời kỳ này ông vẫn tiếp tục sáng tác, biểu diễn và tổ chức cũng như tham gia các đêm nhạc về mình.
Năm 1990, ông bắt đầu viết hồi ký, khi hoàn tất chia làm 4 cuốn.
Năm 1999, vợ ông là bà Thái Hằng qua đời, sự kiện này khiến ông bị cao huyết áp phải đi nằm bệnh viện một thời gian dài. Sau năm này, ông quyết định thực hiện những chuyến về thăm quê hương sau 25 năm xa cách.
Tháng 5 năm 2005, ông chính thức trở về Việt Nam, mua nhà sống tại Quận 11, Thành phố Hồ Chí Minh cùng các con trai Duy Quang, Duy Cường. Tháng 7 cùng năm, lần đầu tiên kể từ năm 1975, 9 bài hát của ông được cấp phép phổ biến. Thời kỳ này ông vẫn hoạt động âm nhạc, tuy sức khỏe đã có dấu hiệu giảm sút, nhiều bệnh được phát hiện ra.
Ngày 27 tháng 1 năm 2013, sau một thời gian nằm viện, ông qua đời, một tháng sau cái chết của con cả ông là ca sĩ Duy Quang. Tang lễ của ông được tổ chức tại nhà riêng và ông được an táng tại Công viên Nghĩa trang Bình Dương vào ngày 3 tháng 2 năm 2013.

## Gia đình
Gia đình Phạm Duy có nhiều người trong lãnh vực nghệ thuật, ngoài người cha Phạm Duy Tốn và anh trai Phạm Duy Khiêm là những nhà văn có tiếng, còn có anh thứ Phạm Duy Nhượng cũng là nhạc sĩ, tác giả ca khúc Tà áo Văn Quân. Một người anh họ của ông là học giả Nguyễn Văn Ngọc, tác giả cuốn Tục ngữ phong dao. Học giả Trần Trọng Kim từng nhận ông làm con nuôi.
Đến khi lập gia đình, ngoài vợ ông là ca sĩ Thái Hằng, còn có em vợ là danh ca Thái Thanh, anh em vợ là các nhạc sĩ Phạm Đình Chương (Hoài Bắc), nghệ sĩ Phạm Đình Sỹ, ca sĩ Phạm Đình Viêm tức (Hoài Trung) của ban hợp ca Thăng Long. Ông có tám người con (Duy Quang, Duy Minh, Duy Hùng, Duy Cường, Thái Hiền, Thái Thảo, Duy Đức, Thái Hạnh) và các con ông đều được ông hướng dẫn theo nghiệp nhạc, đều có thành công trong lĩnh vực của mình: con trai cả là ca sĩ Duy Quang, rồi đến nhạc sĩ hòa âm Duy Cường, con gái là các ca sĩ Thái Hiền, Thái Thảo.
Ngoài ra có thể kể đến con rể của ông là ca sĩ Tuấn Ngọc (chồng của Thái Thảo), là con trai của nhạc sĩ Lữ Liên; vì thế ông và nhạc sĩ Lữ Liên là thông gia. Các cháu vợ của ông như ca sĩ Ý Lan (con gái của Thái Thanh), và Mai Hương (con gái Phạm Đình Sỹ).
Ông từng vướng vào scandal ngoại tình với em dâu là ca sĩ Khánh Ngọc, là vợ của nhạc sĩ Phạm Đình Chương (vợ Phạm Duy là ca sĩ Thái Hằng, chị ruột của Phạm Đình Chương). Điều này đã khiến hôn nhân của Phạm Đình Chương tan vỡ. Dư luận lên tiếng, khán giả căm ghét khiến Khánh Ngọc phải chấm dứt sự nghiệp ca sỹ, xuất ngoại sang Mỹ còn Phạm Duy thì mất tinh thần một thời gian, rồi lại đáp trả công luận bằng sự gan lì với bản nhạc "Tôi còn yêu, tôi cứ yêu!". Khi vụ án tình giữa Phạm Duy và Khánh Ngọc xảy ra thì cụm từ "ăn chè Nhà Bè" cũng được nhắc đến nhiều để chỉ những cuộc tình vụng trộm

## Sự nghiệp
Phạm Duy
Nguyễn Văn Cổn
Trần Văn Khê

### Ca sĩ
Phạm Duy bắt đầu sự nghiệp âm nhạc với vai trò ca sĩ hát Tân nhạc trong gánh hát Cải lương Đức Huy - Charlot Miều. Gánh hát này đưa ông đi nhiều miền trên đất nước, giúp ông mở mang tầm mắt, ngoài ra khiến ông trở thành một nhân tố quan trọng trong việc phổ biến tân nhạc đến các vùng. Với giọng hát điêu luyện, đậm chất Việt của mình, ông đã đưa tên tuổi các nhạc sĩ như Đặng Thế Phong, Văn Cao đi khắp đất nước Việt Nam. Trong bài báo Tài Tử Phạm Duy để giới thiệu ca sĩ Phạm Duy, đăng trên tờ Revue Radio Indochine số 47, ra ngày Tết dương lịch năm 1944, Nguyễn Văn Cổn đã khắc họa:
"... Người thiếu niên này với gương mặt gầy ốm, một cặp mắt hiền từ và mơ màng sau cặp kính trắng, với cách cử chỉ khoan thai và nhã nhặn, đó là Phạm Duy(...) Có lẽ trong tiếng hát của Phạm Duy, chúng ta thấy một cái gì hơi xa xăm, buồn tủi, phải chăng đời của nghệ sĩ như đầy những sự nhớ nhung, thương tiếc, đợi chờ, mà tiếng hát Phạm Duy là tiếng lòng thổn thức (...) Mỗi lần Phạm Duy lên ca hát tại Đài Vô Tuyến là mỗi lần các thính giả xa gần đều lặng yên để thụ hưởng những sự dịu dàng trong trẻo, như thanh điệu êm ái (...) Bài Buồn tàn thu mà Phạm Duy hát lên có lẽ ai cũng nhận thấy sự cảm động của một tâm hồn mong mỏi người xa xôi (...) đưa cái bài Buồn tàn thu tới những tâm hồn mong mỏi (...)
... Nhưng nói về nghệ thuật, thì có lẽ Phạm Duy là một tài tử thứ nhất hát những bài âm nhạc cải cách với một giọng hoàn toàn Việt Nam, có nhiều tài tử cứ tưởng lầm rằng họ ca hát những âm nhạc mới, tức là phải có một giọng Âu Mỹ, thật là sai lầm (...) Phạm Duy lại còn là một nghệ sĩ rất có lương tâm nhà nghề trước khi hát, trước khi biểu diễn, Phạm Duy rất chăm chú tập dượt những bài hát (...)"
Với giai đoạn này, nhạc sĩ Văn Cao gọi Phạm Duy là "kẻ du ca đã gieo nhạc buồn của tôi khắp chốn". Ông từng hát riêng cho vua Bảo Đại nghe trong một chuyến lưu diễn ở Phan Rang. Khi đã theo kháng chiến, với cây đàn guitar, Phạm Duy tiếp tục đem giọng hát của mình phục vụ anh em chiến sĩ, mà theo Tạ Tỵ, tiếng hát Phạm Duy lúc này "mang một âm hưởng khác, một nội dung khác, ở đó, Duy không còn là kẻ đứng ngoài hát cho người khác nghe, mà nó chính là tiếng thét oai hùng của một thế hệ thanh niên đã ý thức được vai trò của mình trong lịch sử".
Thời gian khi đã vào nghề sáng tác, Phạm Duy cũng duy trì công việc ca hát của mình, một cách không đều đặn. Tiếng hát của ông từng được phát trên các đài truyền thanh, truyền hình lớn trên Nam Việt cũng như thế giới. Ông đi hát rong cùng James Durst, Pete Seeger trong các chương trình giao lưu văn hóa Việt Mỹ, hay các chương trình nhạc phản chiến, phong trào du ca. Bên cạnh đó, Phạm Duy còn tự thâu âm những băng nhạc Tục ca, Tâm ca, Vỉa hè ca, Ngục ca và trong giai đoạn đầu lưu vong ở Hải ngoại, là hát rong trong nhóm nhạc Gia đình Phạm Duy, cùng với Thái Hằng, Thái Hiền.

### Sáng tác
Tuy là ca sĩ có được nhiều thành công đặc biệt, nhưng sự nghiệp chính và quan trọng nhất của Phạm Duy là sáng tác, bắt đầu từ ca khúc Cô hái mơ, nếu không tính các ca khúc nghịch ngợm, truyền miệng, hay các ca khúc đặt lời cho nhạc ngoại quốc từ thuở thiếu niên.

#### Thời kỳ tiền chiến và Chiến tranh Đông Dương
| “                                                                                   | Tôi yêu tiếng nước tôi từ khi mới ra đời, người ơi!... | ” |
| — Câu mở đầu của bài Tình ca, ca khúc của Phạm Duy viết trong giai đoạn trước 1954. |                                                        |   |

Nguyễn Văn Tý
Trịnh Công Sơn
Nhà nghiên cứu âm nhạc Bùi Trọng Hiền 
Ca khúc đầu tay của Phạm Duy là Cô hái mơ, một ca khúc phổ từ thơ Nguyễn Bính. Tới năm 1944, ông cho ra đời bài Gươm tráng sĩ, một ca khúc gắn với sự tích hồ Hoàn Kiếm, và là ca khúc đầu tiên được ông viết cả lời lẫn nhạc.
Thời kháng chiến Nam bộ (1945–1946) ông chơi thân với Văn Cao, ngoài việc cùng ra vào chốn ăn chơi, ông và Văn Cao còn giúp nhau trong phương diện sáng tác; Ông cùng Văn Cao cũng cùng nhau làm những ca khúc như Bến xuân, Suối mơ. Thời gian đầu của sự nghiệp, ở trong vùng kháng chiến, ông sáng tác nhiều ở thể loại hùng ca: Gươm tráng sĩ, Chinh phụ ca, Thu chiến trường, Chiến sĩ vô danh, Nợ xương máu... Bên cạnh đó là những bài nhạc tình lãng mạn đầu tay: Cô hái mơ, Cây đàn bỏ quên, Khối tình Trương Chi, Tình kỹ nữ, Tiếng bước trên đường khuya....
Năm 1947, Phạm Duy bắt đầu sáng tác nhạc mang âm hưởng dân ca, mà theo ông: "Tôi nghĩ rằng tôi là người Việt Nam, nếu tôi muốn được gọi là một nhạc sĩ Việt Nam, thì tôi phải làm nhạc dân ca. Đó là chuyện rất giản dị... Tôi phải khởi sự sáng tác của tôi bằng những bản nhạc mang tinh thần Việt Nam và với chất liệu của Việt Nam nữa", từ đó cho ra đời thể loại mà ông gọi là "Dân ca mới",: Nhớ người thương binh (1947), Dặn dò, Ru con, Mùa đông chiến sĩ, Nhớ người ra đi, Người lính bên tê, Tiếng hát sông Lô, Nương chiều... Những bài này được ông sáng tác dựa trên 2 tiêu chí:
- Nét nhạc vẫn dùng âm giai ngũ cung cố hữu nhưng áp dụng nhạc thuật chuyển hệ làm cho giai điệu không nằm chết trong một ngũ cung nào đó như trong dân ca cổ mà chạy dài trên nhiều hệ thống ngũ cung khác nhau;
- Lời ca tuy nằm trong thể thơ lục bát, nhưng có nhiều khi được biến thể, do đó tiết điệu cũng theo âm tiết của lời ca mà trở nên phong phú hơn.[44]

Về nội dung, nhạc Phạm Duy ở giai đoạn kháng chiến chủ yếu là những bài nhạc hùng, nhạc vui, thường mang tính chất lạc quan: Gánh lúa, Đường ra biên ải..., hay ca ngợi kháng chiến, ca ngợi công lao của Hồ Chí Minh như Bên ni bên tê, Ngọn trào quay súng, Đường về quê. Từ năm 1948, ông bắt đầu khai thác thêm đề tài về sự gian khổ của cuộc kháng chiến. Đề tài này là chủ đề chính trong những ca khúc: Bao giờ anh lấy được đồn tây (sau đổi thành Quê nghèo), Bà mẹ Gio Linh, Về miền Trung, Mười hai lời ru..., mang những câu chuyện, hình ảnh của chốn thôn quê và nỗi gian khổ của người dân quê trong thời chiến tranh.
Những bài hát này tuy được quần chúng yêu thích và phổ biến rộng rãi, nhưng do nói về sự bi, sự khổ và có chất "lãng mạn tiểu tư sản" mà Phạm Duy bắt đầu bị sự chỉ trích của cấp trên thời kháng chiến. Sau nhiều lần bị khiển trách, ông quyết định rời chiến khu về thành phố. Trong 2 năm sửa soạn về thành rồi về Sài Gòn định cư (1951–1952), ông không sáng tác gì ngoài việc phổ câu ca dao thành bài dân ca là Nụ tầm xuân, và phổ bài thơ Tiếng sáo thiên thai của Thế Lữ thành một bản tango, để đáp ứng nhu cầu hát đôi của chị em Thái Thanh, Thái Hằng.
Năm 1952, Tình hoài hương ra đời tại Sài Gòn, khởi xướng cho khuynh hướng sáng tác "Tình ca quê hương": "Sau khi nói lên vinh quang và nhọc nhằn của dân tộc với nhạc kháng chiến, bây giờ tôi đi vào tình tự quê hương.." Ca khúc tiếp theo là Tình ca; hai bài này được nhân dân yêu thích và nằm trong những tác phẩm tiêu biểu nhất nói về quê hương..
Phạm Duy tiếp nối thể loại "Tình ca quê hương" bằng một thể loại mà ông gọi là "Tình tự dân tộc", bắt đầu từ năm 1954, với bộ ba Bà mẹ quê, Em bé quê, Vợ chồng quê, được xây dựng bằng nhạc thuật dân ca trước đây, những bài này phổ biến tại miền Nam và theo Phạm Duy: "nó được các lớp nhạc sĩ trẻ như Hoàng Thi Thơ, Lam Phương, Duy Khánh, Trần Thiện Thanh tức Nhật Trường... hưởng ứng để soạn ra những bài mà họ gọi là dân ca mambo bolero".
Giai đoạn này ông vẫn tiếp tục với các bài dân ca mới: Đố ai, Nụ tầm xuân, Ngày trở về, Người về, Tình nghèo... Bên cạnh đó là Thuyền viễn xứ, Viễn du, Hẹn hò nói về sự chia lìa quê hương, chia lìa đôi lứa trong những ngày đất nước Việt Nam sắp sửa chia đôi bởi hiệp định Genève.. Ngoài ra còn có những ca khúc lấy cảm hứng từ thiên nhiên: Xuân ca, Dạ lai hương, Xuân thì...

#### Thời Chiến tranh Việt Nam
| “                                                                      | Nước đi là nước không về Chia đôi dòng nước chia lìa dòng sông... | ” |
| — Mở đầu ca khúc Những dòng sông chia rẽ, thuộc trường ca Mẹ Việt Nam. |                                                                   |   |

Trịnh Công Sơn
Tuấn Khanh
Eric Henry
Nguyễn Đình Toàn
Khánh Ly
Trần Dạ Từ
Từ sau Hiệp định Genève cho đến năm 1975, do hoàn cảnh chính trị, sự nghiệp của Phạm Duy chủ yếu phát triển ở miền Nam Việt Nam. Đây là giai đoạn rực rỡ, quan trọng và có ảnh hưởng lớn trong sự nghiệp của ông, với sự đi sâu vào các chủ đề tình cảm, tâm tư, bên cạnh đó là các đề tài mới mẻ cũng như những ca khúc có vấn vương tới chính trị.
Trong thời gian du học Pháp (1952–1954), ông thai nghén bản trường ca đầu tiên của mình, với ý phản đối chia đôi đất nước. Sau khi du học, ông về Việt Nam tiếp tục sáng tác, ngoài một số bài mang âm hưởng dân ca, ông tiếp tục đi sâu vào nhạc tình yêu đôi lứa, qua nhiều cung bậc hạnh phúc, đau khổ, nhớ thương: Đừng xa nhau, Ngày đó chúng mình, Tìm nhau, Thương tình ca, Kiếp nào có yêu nhau, Mưa rơi, Đường em đi, Còn gì nữa đâu.... Và từ đó đi sâu hơn vào việc khai thác những trạng thái tâm tưởng, với những bài hát nói về "Tình yêu - Sự đau khổ - Cái chết", ba điều quan trọng nhất lúc đó của ông, những ca khúc quan trọng của giai đoạn này có thể kể đến Nước mắt rơi, Đường chiều lá rụng, Tạ ơn đời, Một bàn tay.
Trong thời kỳ đất nước đã chia đôi, Phạm Duy không tránh khỏi chịu ảnh hưởng từ các vấn đề chính trị. Năm 1956, ông soạn bài Chào mừng Việt Nam để ca ngợi chế độ mới, ông gọi việc làm này là vì "bổn phận công dân". Sau đó bắt đầu những tác phẩm phục vụ cho Vụ Văn hóa, như ca kịch Chim lồng (1955), nội dung ca ngợi tự do và lên án sự ràng buộc, ám chỉ sự khác nhau của hai chế độ đang tồn tại trên đất nước Việt Nam.
Thời kỳ này, ngoài những khúc tình ca hay những ca khúc chính trị, ông còn tạo ra các chùm 10 ca khúc mang những chủ đề độc đáo về tâm linh - tâm tưởng như Đạo ca, Tâm ca, về xã hội như Tục ca, Vỉa hè ca, Tâm phẫn ca, về tuổi thơ như Bé ca,... Đa phần nhận được sự đón nhận của công chúng, tuy nhiên, cũng có những thể loại gây nhiều tranh cãi vì dùng ngôn ngữ quá bình dân như Vỉa hè ca hay dung tục, như "Tục ca".
Năm 1963, ông khởi sự sáng tác bản trường ca Mẹ Việt Nam, đây là trường ca thứ hai sau Con đường cái quan hoàn tất trước đó vài năm. Đây được coi như hai tác phẩm lớn và thành công không chỉ trong tác phẩm của ông, mà còn trong nền âm nhạc Việt.
Năm 1973, lúc Phong trào Nhạc trẻ lên cao, ông cùng với ca sĩ Thanh Lan và nhạc sĩ Ngọc Chánh đi dự Đại hội âm nhạc Quốc tế tại Tokyo, Nhật Bản. Tuổi biết buồn của ông được lọt vào vòng chung kết. Thập niên 1970 với sự tham gia văn nghệ của các con Duy Quang, Thái Hiền, ông có thêm những tình ca nhẹ nhàng lãng mạn thích hợp với tuổi thanh niên, sinh viên như Trả lại em yêu, Con đường tình ta đi, Thà như giọt mưa.... Ngoài việc tự sáng tác nhạc và lời, ông cũng không quên phổ thơ người khác thành những tác phẩm được đông đảo người yêu mến, như những bài Ngày xưa Hoàng thị, Đưa em tìm động hoa vàng, tập nhạc "Đạo ca" (phổ thơ Phạm Thiên Thư), Thà như giọt mưa, cô Bắc kỳ nho nhỏ, Em hiền như Ma-soeur (phổ thơ Nguyễn Tất Nhiên), Tiễn em, Mùa thu Paris (phổ thơ Cung Trầm Tưởng)...Và bên cạnh đó, ông còn đặt lời Việt cho những ca khúc nước ngoài, đó là những bài nhạc mới của "phong trào nhạc trẻ", hay những bản nhạc xưa hơn, và cả nhạc bán cổ điển. Nhiều ca khúc do ông đặt lời được coi là thành công như Dạ khúc (Stanchen của Schubert), Mơ mòng (Dreaming của Schumann), Khi xưa ta bé (Bangbang)...
Một thể loại cũng mang lại thành công cho ông trong giai đoạn chiến tranh nước Việt, đó là những ca khúc nói về tâm tư của người dân, người lính trong cuộc chiến tranh Việt Nam như Kỷ vật cho em, Khi tôi về, Tình khúc trên chiến trường tồi tệ, những ca khúc mang tính phản chiến như Giọt mưa trên lá, Chuyện hai người lính, Thầm gọi tên nhau, Tưởng như còn người yêu. Ông cũng tham gia Phong trào du ca Việt Nam với nhiều ca khúc nổi bật như Việt Nam Việt Nam, Trả lại tôi tuổi trẻ, Du ca mùa xuân, và xuất bản với phong trào này tập nhạc Hoan ca bao gồm các thể loại: Bình ca, Nữ ca, Đồng dao. Phạm Duy cũng là người ủng hộ và tham gia phong trào nhạc trẻ, khởi đầu với việc soạn lời Việt cho các ca khúc tiếng ngoại quốc.

#### Thời kỳ ly hương
Năm 1975, ông Nguyễn Đắc Xuân là người từng được Trưởng ban văn hóa văn nghệ Tố Hữu giao vào Sài Gòn để mời ông Phạm Duy ở lại sáng tác, nhưng nhạc sỹ đã rời đi trước khi ông Xuân tới nơi.
Phạm Duy rời Việt Nam vào ngày 27 tháng 4 năm 1975 bằng cách ra biển theo tàu hải quân Mỹ. Trong 30 năm xa quê hương, sự nghiệp âm nhạc của ông vẫn tiếp tục phát triển qua nhiều đề tài, thể loại mới, tuy rằng lúc này nhạc của ông bị cấm ở Việt Nam, chỉ phổ biến trong cộng đồng ở hải ngoại. Giai đoạn đầu, có một thời gian ông cùng các con và ca sĩ Khánh Ly đi hát tại các trại tam cư cho người Việt lưu vong. Ông cũng cho in sang các băng nhạc, soạn sách dạy nhạc để kiếm tiền. Sau khi đủ vốn liếng và tự tin, ông rủ Steve Addiss, Bill Crofut, James Durst...đi hát rong tại các quán cà phê, trường Đại học, câu lạc bộ ở các thành phố Mỹ . Sau đó ông thành lập gánh hát Gia đình Phạm Duy (The Pham Duy family singers), bắt đầu mở các chương trình ca nhạc cũng như nhận lời mời đi diễn tại các sự kiện âm nhạc.
Phạm Duy cũng bắt đầu giai đoạn sáng tác mới của mình từ những ngày đầu ở Mỹ. Tác phẩm gần như xuyên suốt thời kỳ này, là tổ khúc Bầy chim bỏ xứ, thai nghén từ năm 1975 và hoàn tất năm 1990, gồm 18 khúc nhạc dài ngắn, ẩn dụ về hình ảnh của những người Việt phải rời bỏ đất nước và hy vọng vào tương lai đoàn tụ, qua hành trình ra đi và trở về của đàn chim. Khi trả lời phỏng vấn về vấn đề tỵ nạn Đông Dương, ông nói: "Tôi sinh ra để hát về nước tôi! Nước tôi đâu rồi?".
Những sáng tác của Phạm Duy trong thời kỳ đầu ở hải ngoại có thể chia làm hai đề tài chính:
- Nói về hành trình lưu vong ở hải ngoại của người Việt, với Tỵ nạn ca. Gồm những ca khúc viết về tình cảnh, tâm trạng của người Việt lưu vong: Nguyên vẹn hình hài, Ta trốn Cộng hay ta chống Cộng, Có phải tôi là người quê hương ruồng bỏ giống nòi khinh, Hát trên đường tạm dung, Người Việt cao quý, Ta là gió muôn phương, Dấu chân trên tuyết, Quê hương còn đó,... đề tài Thuyền nhân: Hát Trên Đường Vượt biển, tâm tư nguyện vọng của người xa xứ: Lấp biển vá trời,Ở Bên Nhà Em Không Còn Đứng Đợi chờ Anh, Lời Người Thiếu Phụ Việt Nam, Giải Thoát Cho Em, Trả Lại Chồng Tôi, Như là lòng tôi,...[60]
- Về sự mất tự do ở trong nước, với Ngục ca, phổ từ tập thơ Hoa địa ngục của Nguyễn Chí Thiện: Hát Cho Người Ở Lại, Giấc Mơ Khủng Khiếp, Hoa Địa Ngục, Từ Vượn Lên Người Từ Người Xuống Vượn, Đảng Đầy Tôi, Ngày 19 Tháng 5, Xưa Lý Bạch, Những Thiếu Nhi Điển Hình Chế Độ... có nội dung đả kích, lên án mạnh mẽ chính phủ nước Việt Nam.[60]

Năm 1982, theo lời kể của ông, "đã có một sự kiện làm cho tâm hồn tôi lắng xuống" và khiến ông dừng sáng tác các bài hát đả kích nhà nước Việt Nam Đó là việc được đọc tập thơ chuyền tay của thi sĩ Hoàng Cầm từ Việt Nam. Từ đó ông cho ra đời Hoàng Cầm ca gồm những bài phổ từ thơ Hoàng Cầm. Hoàng Cầm ca cũng nhen nhóm một giai đoạn mới trong nhạc của ông ở hải ngoại, đó là việc ông từ bỏ dần những ca khúc mang tính chất đau thương viễn xứ hay đả kích chế độ chính trị tại Việt Nam, chuyển sang sáng tác những bản tình ca.
Đến năm 1988, việc chiến tranh lạnh kết thúc và "vì cuộc di cư của người Việt Nam đã tới một giai đoạn mới", Phạm Duy bèn tính tới việc sáng tác nhạc cho năm 2000, "Chọn đề tài này, tôi không còn chạy theo cái nhất thời mà đi tìm cái vĩnh cửu. Dù rằng trước đây những xu hướng trở về nội tâm cũng đã ló ra trong những bài hát soạn cho ngoại vật. Từ nay trở đi, đối với tôi, có lẽ tôi phải bỏ quên các loại nhạc tình cảm và nhạc xã hội để đi tới nhạc tâm linh". Thời kỳ này có các tác phẩm chính: Trường ca Hàn Mặc Tử (cuối năm 1993), là loại "nhạc siêu thực" phổ từ những bài thơ của Hàn Mặc Tử. Thiền ca, với phụ đề Hát Trên Đường Về ra đời để "hi vọng mọi người Việt Nam trở về với ba đạo gốc". Và Rong ca, gồm 10 bài: Là cuộc "thong dong đi trên con đường dẫn tới những năm 2000", với những tâm sự của người tình già (Người tình già trên đầu non), với ý nguyện hóa giải quá khứ (Ngụ ngôn mùa xuân), chôn chặt quá khứ trong Mộ phần thế kỷ, hứa hẹn trở về trong Hẹn em năm 2000, đặt những vấn đề cho thế kỷ mới (Mẹ năm 2000), và cái nhìn lạc quan hơn vào đời sống: Nắng chiều rực rỡ. Theo Phạm Duy, nhạc sĩ Trịnh Công Sơn chính là người giúp ông phổ biến Rong ca tại Việt Nam, qua một băng cassette xách tay.
Ngoài những đề tài chính trên, Phạm Duy cũng không quên soạn những bản nhạc về tình yêu đôi lứa như Nghìn năm vẫn chưa quên, Rồi đây anh sẽ đưa em về nhà... Ông cũng bắt đầu soạn Hương ca và Minh họa Kiều, những tác phẩm sẽ được hoàn thành sau khi ông trở về Việt Nam.
Cũng trong năm 1988, ông cùng con trai Phạm Duy Cường thành lập PDC MUSICAL PRODUCTIONS, trở thành người đầu tiên đưa nhạc Việt vào đĩa Compact Disc.

#### Trở về Việt Nam định cư tới cuối đời
| “                                | Việt Nam, hai tiếng nói sau cùng khi lìa đời! | ” |
| — Lời ca khúc Việt Nam Việt Nam. |                                               |   |

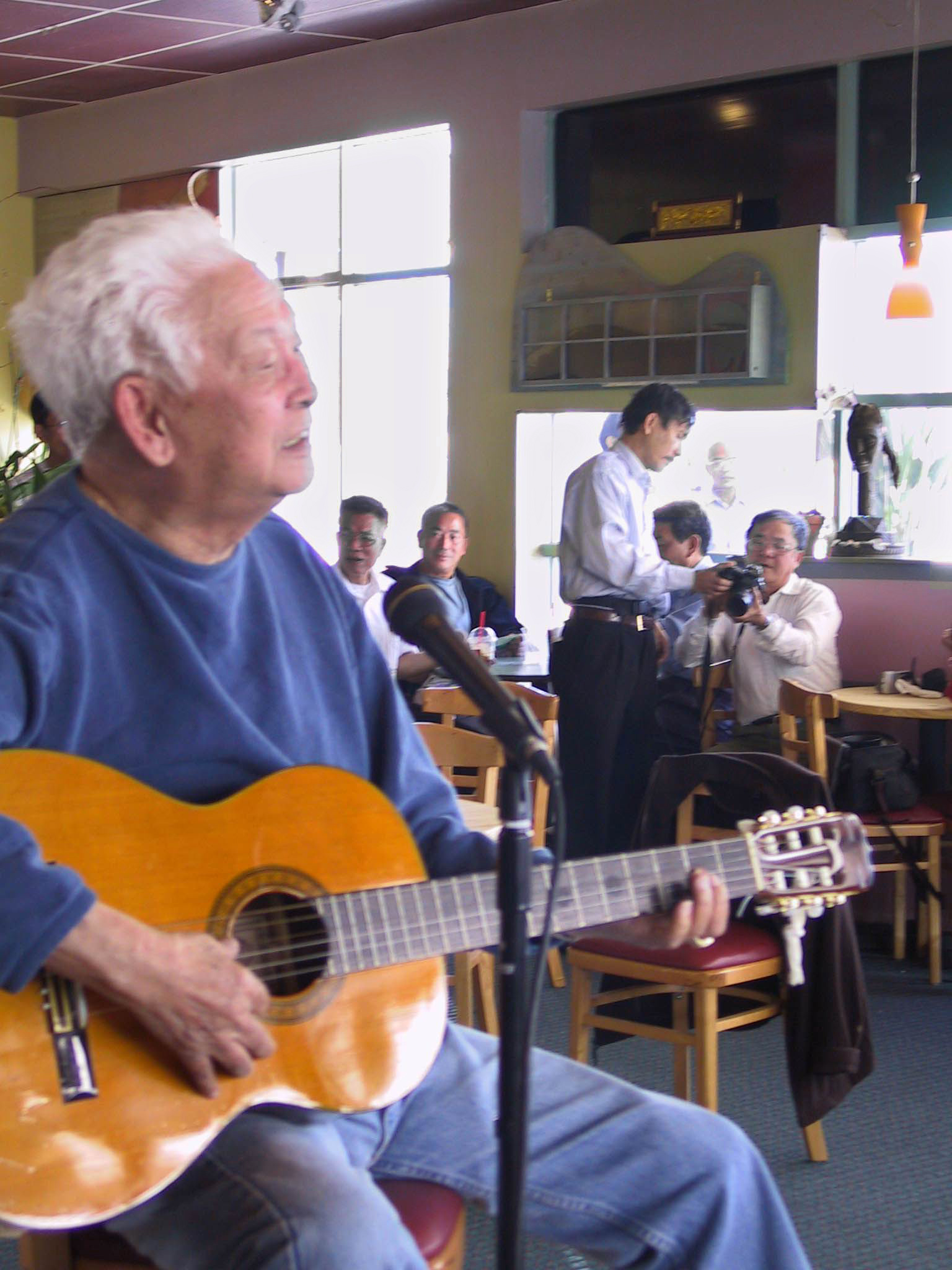
Nhạc sĩ Phạm Duy đang biểu diễn tại một quán nước

Sau nhiều lần về thăm quê hương,. Phạm Duy chính thức trở về định cư tại Việt Nam ngày 17 tháng 5 năm 2005, với sự cho phép của chính phủ Việt Nam. Sự kiện này được truyền thông trong nước lẫn hải ngoại quan tâm đặc biệt. Báo chí Việt Nam nhận xét đó là "nhịp cầu nối quê hương với người Việt xa xứ", "niềm vui thống nhất lòng người", còn Phạm Duy nói cuộc trở về này là "lá rụng về cội". Bên cạnh đó, sự kiện này còn gặp phải sự phản đối của một số người Việt hải ngoại, vì họ cho rằng ông đã "về phe cộng sản".
Ông Nguyễn Đắc Xuân từng chất vấn Phạm Duy về những quyết định của ông trong quá khứ. Hồi năm 1996, hàng đêm ông Xuân liên hệ qua điện thoại thì có lần ông đã hỏi là "Anh Phạm Duy có khi nào anh nghĩ rằng anh có tội với đất nước không?". Phạm Duy trả lời: 
Có chứ, mình cũng có chứ nhưng do hoàn cảnh. Mình biết chứ và bây giờ mình cũng phải làm cái gì đó để bù đắp lại cái tội đó của mình. Đứng trên thế của người Kháng chiến mình là có tội.
Phạm Duy cảm thấy đau buồn khi nhìn vào thực tế của những nhạc sĩ hải ngoại khác như Phạm Đình Chương, Lam Phương, Hoàng Thi Thơ. Cho đến khi họ chết người ta vẫn còn đầy hận thù với đất nước, do đó ông thấy cần phải về Việt Nam. Phạm Duy cũng chia sẻ rằng nhạc sĩ ở Việt Nam "sướng hơn ở Mỹ".
Công ty cổ phần Văn hoá Phương Nam và Hãng phim Phương Nam cũng nhân dịp này, đã đứng ra mua bản quyền toàn bộ nhạc phẩm của Phạm Duy trong vòng 10 năm với giá hơn 400 nghìn đôla .
Năm 2006, Phạm Duy cùng hãng phim Phương Nam tổ chức đêm nhạc mang tên "Ngày trở về" tại nhà hát Hoà Bình, Thành phố Hồ Chí Minh. Ông được mời làm người dẫn chương trình dẫn dắt và kể chuyện suốt liveshow; đêm nhạc tổ chức quy mô hoành tráng, được công chúng đón nhận nhiệt liệt. Một số nhân vật đã phản đối sự đón nhận này, trong đó có nhà báo Nguyễn Lưu với bài "Không thể tung hô" đăng trên báo Đầu tư. Tuy nhiên bài viết của Nguyễn Lưu vấp phải sự phản đối của nhiều độc giả, bị cho là mắc nhiều "sai lầm ngây ngô", và những "lỗ hổng kiến thức chết người". Hãng phim Phương Nam cũng phản hồi bài viết này bằng một bài báo, trong đó nội dung phần lớn để cải chính những kiến thức sai lầm trong bài của Nguyễn Lưu.. Sau đó báo Đầu tư đã thông báo chấm dứt tranh luận về vấn đề này.
Nhiều đêm nhạc Phạm Duy khác với quy mô lớn tiếp tục diễn ra: Con đường tình ta đi (ngày 12 tháng 11 năm 2009), Mơ giấc mộng dài (tháng 7 năm 2010) tại nhà hát Hoà Bình tổ chức bởi Hãng phim Phương Nam, những đêm giới thiệu Minh họa Kiều tại miền Bắc.. Tháng 3 năm 2009, đêm "Ngày trở về" đã tổ chức thành công ở nhà hát lớn, Hà Nội, nơi ông sinh ra, "Xong buổi diễn, tôi mới thực sự là người về hưu" - ông phát biểu .
Ngày 18 tháng 8 năm 2011, ban liên lạc họ Phạm tại Thành phố Hồ Chí Minh và công ty TNHH họ Phạm Phương Nam tổ chức đêm nhạc Họ Phạm với chủ đề "Mọi trái tim - một tấm lòng" cũng mời ông và nhạc sĩ Phạm Tuyên tới tham dự.
Năm 2013, ông qua đời tại TP Hồ Chí Minh.

### Đạo diễn điện ảnh, nhà phê bình phim
Năm 1956, xảy ra vụ ngoại tình giữa ông và ca sĩ Khánh Ngọc là vợ của em vợ ông là nhạc sĩ Phạm Đình Chương, vụ việc trở thành một đề tài gây xôn xao trên các báo chí Sài Gòn và cả Hà Nội. Đây là "mối tình cấm", "cả gan" luôn làm ông "buồn rầu khi phải nhắc lại" vì đã làm buồn lòng người vợ, người em vợ, và vì biết rằng những đổ vỡ kia không thể hàn gắn được". Trong cuốn Hồi ký Phạm Duy (tập 3), ông viết: "Sự buông thả không kiềm chế trong sáng tác cũng như trong đời sống hằng ngày đẩy tôi vào một cuộc tình đáng lẽ tôi nên tránh. Thành thực mà nói, tôi muốn tránh cũng không được. Vì nhu cầu của công tác điện ảnh, tôi sống quá gần gũi với người vợ của em vợ, đôi khi còn phải sống chung ở Hồng Kông hay Manila để hoàn tất cuốn phim".
Sau vụ tai tiếng tình ái nói trên và bị chỉ trích nặng nề, Phạm Duy dừng hợp tác với ban nhạc hợp ca Thăng Long và chuyển sang làm việc ở Trung tâm điện ảnh. Phạm Duy làm đạo diễn bộ phim Hai người mẹ theo lời mời của ông Đỗ Bá Thế - Giám đốc Đông Phương films. Đến nay không ai biết bộ phim Hai người mẹ thành công đến đâu và Phạm Duy có tiếp tục đạo diễn bộ phim nào nữa không.
Ngoài ra, ông còn là cây bút phê bình điện ảnh. Sau vài năm du học ở Pháp và xem nhiều bộ phim xuất sắc của điện ảnh thế giới ở Trung tâm văn hóa Pháp tại Sài Gòn, Phạm Duy lựa chọn hầu hết những tác phẩm lớn đã ra đời trước đó nhiều năm để viết bài bình như Kẻ cắp xe đạp (đạo diễn Vittorio De Sica), Công dân Kane, Xô nhau đi tìm vàng (Charlie Chaplin), Bác sĩ Caligari (đạo diễn Robert Wiene), Ảo mộng lớn (đạo diễn Jean Renoir)...

### Kiểm duyệt nhân thân, tác phẩm
Phạm Quang Tuấn
Chế Lan Viên
Eric Henry
Nhạc Phạm Duy từng phổ biến rộng rãi khắp đất nước Việt Nam từ năm 1942–1954 và được sự đón nhận lớn của quần chúng và cả chính quyền Việt Nam. Nhưng từ khi ông tỏ ra bất phục với chính quyền cách mạng và rời bỏ cuộc kháng chiến chống Pháp, đã có nhiều nhìn nhận khắt khe về ông dẫn đến việc cấm hát, cấm nói về Phạm Duy – nhạc Phạm Duy từ sau năm 1954 tại miền Bắc, và việc ông vượt biên sang Mỹ đã khiến Nhà nước Việt Nam đưa ông vào danh sách hai người bị cấm toàn bộ về nhân thân trên toàn nước Việt Nam từ sau 1975. Vào ngày 17 tháng 4 năm 1975, một bản tin trên đài phát thanh giải phóng tuyên bố "tử hình vắng mặt" ba người trong đó có Phạm Duy
Tại miền Bắc Việt Nam trước 1975
Theo hồi ký của Phạm Duy thì lệnh cấm nhạc của ông bắt đầu từ bài Bên cầu biên giới, ra đời năm 1947; bài này bị chỉ trích là có thứ tình cảm ủy mị buồn bã, làm nản lòng chiến sĩ. Sau khi được Nguyễn Xuân Khoát thông báo lệnh cấm, Phạm Duy rời bỏ cách mạng về miền Nam.
Ban đầu tại các diễn đàn văn nghệ còn có những cuộc bàn cãi về việc cho hay không cho hát nhạc Phạm Duy, nhưng sau khi Phạm Duy rời bỏ kháng chiến khu thì dứt khoát cấm hoàn toàn. Từ đó, nhạc Phạm Duy bị liệt vào danh sách cấm, tên tuổi của ông bị đem ra phê phán. Ông cũng bị nghi ngờ có liên hệ với tình báo Mỹ (CIA)
Nhạc sĩ Đỗ Nhuận là người hưởng ứng nhiệt tình việc này, ông đặc biệt tỏ ra coi thường âm nhạc của Phạm Duy. Trong các bài viết năm 1958 và 1969, Đỗ Nhuận gọi việc sinh viên miền Bắc phổ biến bài Tìm nhau của Phạm Duy là "rải tuyên truyền", Đỗ Nhuận gọi bài hát đó là "dâm ô".
Tại Việt Nam từ 1975 đến 2005
Sau ngày thống nhất đất nước, Trần Văn Khê từ Pháp có về hỏi Tố Hữu về vụ Phạm Duy, Tố Hữu nói: "Bỏ khúc giữa, lấy khúc đầu và khúc đuôi", nghĩa là vẫn nên phổ biến nhạc Phạm Duy sau khi bỏ hết những bài sáng tác thời chiến tranh Việt Nam. Nhưng rồi nhạc Phạm Duy vẫn bị cấm trên cả nước, bàn luận về tác phẩm của Phạm Duy cũng bị cấm. Ông cùng với Hoàng Thi Thơ là hai nhạc sĩ đặc biệt nhất bị cấm về nhân thân.
Tuy vậy, khoảng 30 năm, vẫn thấy vài người viết về Phạm Duy. Trong cuốn Những bài viết tiến bộ công khai trên báo chí Sài Gòn từ 1954 – 1975 có cho đăng lại một phần trích đoạn của cuốn Phạm Duy đă chết như thế nào. Hay như thi sĩ Chế Lan Viên cũng nhắc tới Phạm Duy trong một bài báo tên "Hồi Ký" đăng tại tạp chí Sông Hương ngày 22 tháng 6 năm 1986:
"Tất cả về cội, không mất mát gì ư? Có chứ, mất Phạm Duy! Chúng ta tiếc lắm, vì anh có tài lớn. Nhưng chúng ta làm sao được! Anh ấy bỏ chúng ta, chứ chúng ta đâu có bỏ anh."
Bài viết của Chế Lan Viên kết thúc bằng đoạn:
"Vâng chỉ có trường hợp anh Phạm Duy là...là không cần cội vậy thôi. Chứ hình như hầu hết, lá rụng đều về cội cả và mọc lên thành cội nữa."
Nhà báo Nguyễn Phúc Long trong bài "Công và tội" đăng trên báo Đoàn kết, số 393 ra tháng 7 năm 1987, có nhắc đến Phạm Duy, sau một loạt tên tuổi mà ông cho là "phản bội", nhưng vẫn có công cho văn hoá nước nhà như Trần Ích Tắc, Lê Trắc, Phạm Thái, Phạm Quỳnh, Nguyễn Văn Vĩnh, Phạm Duy Khiêm, Võ Phiến và nhóm Tự Lực Văn Đoàn:
"Trong lĩnh vực ca nhạc, Phạm Duy, "con người của phản bội", bị nhân dân ta khinh bỉ cũng đă có cái may mắn là để lại cho chúng ta một số bài hát giàu tính dân ca và trữ tình nhất là những bài được ông ta sáng tác trong thời kỳ đi theo kháng chiến – 1946 - 1949."
Đến năm 1994, báo chí Việt Nam mới có một bài thiện ý với Phạm Duy. Đó là bài thơ "Về thôi" mà nhà văn Lưu Trọng Văn, con trai nhà thơ Lưu Trọng Lư, gửi lên tờ Tuổi trẻ chủ nhật, có đề chữ "Tặng P.D." bên cạnh. Nhạc sĩ Nguyễn Văn Tý đă phổ nhạc bài này. Rồi sau đó chính Phạm Duy cũng phổ nhạc với tên "Trăm năm bến cũ". Theo Phạm Duy, đây là bài thơ làm ông nghĩ nhiều tới việc về thăm Việt Nam, mà năm 2001 ông đă thực hiện.
Trong khoảng thời gian nhạc Phạm Duy bị cấm này vẫn có những ca sĩ trình diễn nhạc Phạm Duy và thậm chí cho ra bản thu âm, trong đó nổi bật nhất có thể kể đến Lê Dung, người được coi là diva lớn nhất trong nước. Lê Dung đã cho thu âm một số bài hát của Phạm Duy như Nghìn trùng xa cách, Mộ khúc... và bà đã cho phát hành trong các album Kỷ niệm vàng son, Dạ khúc của bà. Điều này đã khiến bà gặp rắc rối không ít với chính quyền.
Sau 2005
Từ sau 2005, Phạm Duy trở về Việt Nam và các nhạc phẩm của ông được phổ biến lại dần từng đợt một dưới hình thức cấp phép lưu hành. Tính cho tới khi ông mất, chỉ khoảng 100 ca khúc, tức 1/10 lượng sáng tác được nhà nước cho phép phổ biến, điều này khiến những người yêu nhạc của ông cảm thấy tiếc nuối cho một nghệ sĩ tài năng nhưng liên đới nhiều đến chính trị. Ông từng đích thân gửi thư cho chủ tịch Trương Tấn Sang sau khi gặp vợ chồng chủ tịch nước ở Hà Nội trong chương trình 'Xuân Quê Hương', với nội dung mong muốn ""tất cả các tác phẩm âm nhạc [của Phạm Duy]...từ thời tiền Kháng chiến... đến nay được cho phép biểu diễn trên quê hương" trừ các tác phẩm "Chính quyền thấy không phù hợp". Phổ biến nhạc Phạm Duy cũng là điều được nhiều nhân vật ở nhiều giới lên tiếng ủng hộ, trong đó có sử gia Dương Trung Quốc, ca sĩ Ánh Tuyết, nhà nghiên cứu Nguyễn Đắc Xuân, giáo sư tiến sĩ âm nhạc Trần Văn Khê.

## Phân loại tác phẩm
Các sáng tác của Phạm Duy có thể chia ra làm nhiều loại:
- Nhạc thiếu nhi: Sáng tác cho trẻ em như Em bé quê (sáng tác trước năm 1975), Ông trăng xuống chơi; Thằng Bờm có cái quạt mo, Chú bé bắt được con công (phổ nhạc từ đồng dao); Một đàn chim nhỏ; Bé bắt dế; Đưa bé đến trường;Bé, cây đàn, ngôi nhà xinh, đồi cỏ.
- Nhạc kháng chiến: Sáng tác trong thời kỳ kháng chiến chống Pháp, ngoài những tác phẩm ca ngợi kháng chiến như Xuất quân, Nhạc tuổi xanh, Gươm tráng sĩ, Bên ni bên tê..., còn lại là những bài nói lên tâm trạng cũng như chia sẻ những đau thương mất mát của người dân đằng sau cuộc chiến: Bà mẹ Gio Linh, Mười hai lời ru, Chiến sĩ vô danh....
- Nhạc quê hương, tự tình dân tộc: Một phần quan trọng trong sự nghiệp của ông, gồm những bài ca ngợi, tự tình với quê hương đất nước và dân tộc. Nhiều bài hát mang những hình ảnh rất quen thuộc với miền đồng quê Việt Nam: con trâu, đồng lúa, cái cày, cô gánh lúa... Nhiều bài rất quen thuộc với người Việt: Tình ca, Về miền Trung, Tình hoài hương, Bà mẹ quê, Vợ chồng quê...
- Nhạc tình đôi lứa: Tình yêu là một đề tài lớn trong cuộc đời cũng như trong sự nghiệp sáng tác của Phạm Duy. Nhạc tình đôi lứa có khối lượng nhiều nhất trong kho nhạc đồ sộ của ông, có thể kể những bài được giới trẻ trong nam ngoài bắc hát như Hẹn hò, Cỏ hồng, Ngày đó chúng mình, Cây đàn bỏ quên, Phượng yêu, Kiếp nào có yêu nhau, Đừng xa nhau, Mưa rơi, Đường em đi, Tôi còn yêu tôi cứ yêu, Trả lại em yêu, Giết người trong mộng...
- Nhạc tâm tư: Ngoài viết về tình yêu trai gái, tình yêu quê hương, thì những sự suy tưởng cao siêu hay nhớ nhung buồn nản vẩn vơ cũng được Phạm Duy ghi lại thành nhạc, có thể kể đến Đường chiều lá rụng, Bên cầu biên giới, Chiều về trên sông, Dạ lai hương, Viễn du... Hay những bài nói lên tâm trạng phẫn uất trước nội chiến, cảm khái trước thế thời như: Huyền sử ca một người mang tên Quốc.
- Trường ca: Những tác phẩm lớn khiến ông có một địa vị chắc chắn trong nền tân nhạc Việt Nam: Con đường cái quan, Mẹ Việt Nam, Hàn Mạc Tử, sau này là Minh họa Kiều, bản trường ca dài nhất và hoàn thành lâu nhất của ông.
- Rong ca: Gồm 10 bài sáng tác năm 1988: Người tình già trên đầu non, Hẹn em năm 2000, Mẹ năm 2000, Mộ phần thế kỷ, Ngụ ngôn mùa Xuân, Nắng chiều rực rỡ, Bài hát nghìn thu, Trăng già, Ngựa hồng, Rong khúc.
- Đạo ca: Gồm 10 bài, phổ thơ của Phạm Thiên Thư vào thập niên 1970: Pháp thân, Đại nguyện, Chàng dũng sĩ và con ngựa vàng, Quán thế âm, Một cành mai, Lời ru bú mớm nâng niu, Qua suối mây hồng, Giọt chuông cam lộ, Chắp tay hoa, Tâm xuân.
- Thiền ca: Gồm 10 bài, sáng tác vào thập niên 1980: Thinh không, Võng, Thế thôi, Không tên, Xuân, Chiều, Người tình, Răn, Thiên đàng địa ngục, Nhân quả.
- Tâm ca: Gồm 10 bài, thở than về những xáo trộn trong cuộc sống người dân miền Nam thời Đệ Nhất Cộng hòa Việt Nam sụp đổ: Tôi ước mơ (thơ Thích Nhất Hạnh), Để lại cho em (thơ Nguyễn Đắc Xuân), Tiếng hát to, Ngồi gần nhau, Giọt mưa trên lá, Một cành củi khô, Kẻ thù ta (ý thơ Nhất Hạnh), Ru người hấp hối, Tôi bảo tôi mãi mà tôi không nghe, Hát với tôi. Ngoài ra còn nhiều bài khác cũng theo hướng Tâm ca như Những gì sẽ đem theo về cõi chết, Tôi còn yêu tôi cứ yêu.
- Nhạc phản chiến (Tâm phẫn ca): Sáng tác sau Tết Mậu Thân: Tôi không phải gỗ đá, Nhân danh (thơ Tâm Hằng), Bi hài kịch (thơ Thái Luân), Đi vào quê hương (thơ Hoa Đất Nắng), Người lính trẻ, Bà mẹ phù sa... Ngoài ra còn một số bài sáng tác cho phong trào du ca.
- Tục ca, vỉa hè ca: Gồm những bài ca mang tính chất xã hội, có hình thức bình dân (Vỉa hè ca) hay dung tục (Tục ca), nội dung nói lên các vấn đề chính trị, xã hội và đời sống lúc bấy giờ.
- Bên cạnh những thể loại kể trên, còn có Tổ khúc Bầy chim bỏ xứ, Tị nạn ca nói về tâm trạng và sự khó nhọc của người ly hương; Hoàng Cầm ca phổ những bài thơ của thi sĩ Hoàng Cầm; Hương ca sáng tác khi ông về ở Việt Nam, và tập cuối cùng là Dị khúc, bao gồm 10 ca khúc phổ thơ của thi sĩ Bích Khê.

### Trường ca
Trường ca là một thể loại quan trọng trong sự nghiệp Phạm Duy, và cũng để nhấn mạnh vai trò của ông trong nền âm nhạc Việt Nam vốn không có nhiều trường ca thành công. Bản trường ca đầu tiên của ông là Con đường cái quan, viết từ năm 1954 tới 1960, cùng với Mẹ Việt Nam liền sau đó, là hai tác phẩm được quan tâm lớn và coi là thành công nhất cho tới nay. Trường ca dài nhất và cũng được ông thực hiện lâu nhất là Minh họa Kiều, chỉ mới hoàn thành và xuất bản gần đây và chưa có nhiều nhà nghiên cứu nói về nó.

#### Con đường cái quan
Những dòng nhạc đầu tiên của trường ca này được ông sáng tác năm 1954 tại Paris, ngay khi Hiệp định Genève vừa ký kết để phản đối sự chia cắt đất nước. Phần còn lại được soạn sau đó 6 năm, hoàn tất năm 1960. Cho đến nay đây vẫn là trường ca được nhiều người biết đến nhất của Phạm Duy.
Nội dung trường ca nói về một cuộc du hành từ miền Bắc Việt Nam, qua miền Trung Việt Nam, đến miền Nam Việt Nam của một người du khách, trên con đường cái quan, hay là "con đường đất nước nối liền lòng dân". Chuyến đi ấy bắt đầu từ Ải Nam Quan cho đến mũi Cà Mau, từ ngày lập quốc cho đến ngày hoàn thành, đi trong lịch sử nhưng cũng là trong lòng người dân để nối liền đất nước, nối liền lòng dân, mà đi tới đâu người lữ khách cũng được dân chúng miền đó đón chào.
Theo nhiều người, trường ca "Con đường cái quan" đã chứng tỏ có thể đem yếu tố nhạc Việt Nam truyền thống kết hợp với nhạc giao hưởng phong cách Tây phương mà không làm mất tính cách Việt. Trường ca được phát sóng rất nhiều lần trên Đài Phát thanh Sài Gòn với giọng Thái Thanh, Kim Tước, Thái Hằng – Duy Khánh, Nhật Trường, Trần Ngọc và ban nhạc Hoa Xuân để trở những giai điệu quen thuộc nhất của Việt Nam. Nhiều sinh viên ở nhiều nơi đã dựng tác phẩm này thành một hoạt cảnh. Sau này, khi nhạc Phạm Duy đã bị cấm tại Việt Nam, đài truyền hình Bình Dương vẫn thường mở một vài đoạn hoà tấu ngắn trong trường ca lúc chuyển tiếp chương trình.

#### Mẹ Việt Nam
Tác phẩm này rực rỡ không kém trường ca Con đường cái quan. Mẹ Việt Nam soạn năm 1964 và hoàn thành trong năm đó, ca tụng hình ảnh người mẹ tổ quốc hay những bà mẹ điển hình trong lịch sử.
Trường ca gồm 4 phần: Đất mẹ, Núi mẹ, Sông mẹ và Biển mẹ, tượng trưng cho các giai đoạn của bà mẹ: từ tươi trẻ màu mỡ đến kiên cường sắt đá rồi thì rộng lượng bao dung. Khi sáng tạo hình ảnh người mẹ trong trường ca này, tác giả có ý đi tìm "mẫu số chung" của dân tộc. Tác phẩm này có phong cách dân ca với giọng khoan hò và điệu ru con mà giai điệu và lời, theo Georges Étienne Gauthier trong cuốn Một người Gia Nã Đại với nhạc Phạm Duy, đã đạt tới trình độ "toàn thiện".
Về sự phổ biến, trường ca "Mẹ Việt Nam" có lẽ không được rộng rãi như "Con đường cái quan", nhưng vẫn rất được nhiều người yêu thích qua những giọng của Thái Thanh, Kim Tước, Thái Hằng – Duy Khánh, Nhật Trường, Trần Ngọc và ban nhạc Hoa Xuân.

#### Hàn Mạc Tử
Trường ca này được sáng tác bên Mỹ vào năm 1994, dựa vào 9 bài thơ của Hàn Mạc Tử. Trường ca gồm ba phần: Tình quê, Trăng sao và Ave Maria, mà tác giả đã cố ý diễn tả tâm trạng của Hàn Mạc Tử qua giai điệu của mình. Do sáng tác bên Mỹ và chỉ hát bên Mỹ, cộng với giai điệu mang nhiều phong cách Tây phương nên trường ca này không phổ biến tại Việt Nam bằng hai trường ca trên, tuy vậy vẫn được xem là thành công với giọng hát Tuấn Ngọc, Thái Hiền, Duy Quang, Thái Thảo.

#### Bầy chim bỏ xứ
Theo Phạm Duy, "Con đường cái quan" mang tính chất tả thực, "Mẹ Việt Nam" mang tính chất tượng trưng, "Hàn Mạc Tử" mang tính chất siêu hình, thì "Bầy chim bỏ xứ" mang tính chất ẩn dụ.
Trường ca này có thể cho là một thành công của Phạm Duy, dù chỉ ở hải ngoại. Khởi soạn năm 1975, hoàn tất năm 1985, thu thanh năm 1990, với các giọng ca Kim Tước, Vũ Anh, tác phẩm này gồm 16 đoản khúc (có thể là 16 bài hát riêng) nói về một bầy chim, mà mỗi con chim ẩn dụ cho một hạng người, một số phận khác nhau... mà chính nhất là chim quyên, lấy cảm hứng từ tích Thục Đế. Chim quyên rời bỏ thôn Đoài, trải qua bao nhiêu việc, bao nhiêu lần hoá thân, rồi chết nơi xứ người, nhưng từ đống tro tàn ấy, chim quyên lại tái sinh để về lại thôn Đoài.

#### Minh họa Kiều
Như tên của nó, tác phẩm này có ý minh họa lại truyện Kiều của Nguyễn Du, để thể hiện lòng kính trọng của tác giả với nhà đại thi hào. Đây là tác phẩm rất dài vì gom gần hết những lời thơ trong Truyện Kiều. "Minh họa Kiều" chia ra làm bốn phần, bốn giai đoạn của Thuý Kiều: phần một Kiều gặp Đạm Tiên, biết được số phận long đong của mình; phần hai Kiều gặp Kim Trọng, tình yêu nảy nở nhưng biết là không trọn vẹn; phần ba là giai đoạn khổ nhục của Thuý Kiều; phần bốn Kiều gặp Từ Hải, phần này tác giả chưa soạn xong.
Theo Phạm Duy, đây là tác phẩm ông bỏ công nhiều nhất (sáng tác những năm cuối thế kỷ XX và đầu thế kỷ XXI). Tác phẩm được thể hiện đầu tiên với giọng Duy Quang, Tuấn Ngọc, Thái Hiền, Ái Vân, Thanh Ngoan, Thái Thảo, Anh Dũng,...
Tháng 3 năm 2009, ông cho biết đã hoàn thành Minh họa Kiều, ông có nhiều buổi diễn thuyết tại Hà Nội về đề tài này.

## Phổ nhạc, đặt lời
Trịnh Công Sơn 
Phạm Duy được xem là một trong số ít nhạc sĩ Việt Nam giỏi về nghệ thuật phổ nhạc vào thơ và đặt lời cho ca khúc nước ngoài và nhạc bán cổ điển.
Những tác phẩm thơ phổ nhạc thành công nhất của ông có thể kể đến "Ngậm ngùi" (thơ Huy Cận - nhà thơ Huy Cận từng gửi lời cảm ơn ông về việc giúp bài thơ này nổi tiếng); "Đưa em tìm động hoa vàng ", "Ngày xưa Hoàng Thị" (thơ Phạm Thiên Thư); "Áo anh sứt chỉ đường tà" (trích Màu tím hoa sim của Hữu Loan); "Tiễn em" (thơ Cung Trầm Tưởng); "Đừng bỏ em một mình" (thơ Minh Đức Hoài Trinh); "Kiếp nào có yêu nhau" (thơ Minh Đức Hoài Trinh); "Tỳ bà" (thơ Bích Khê); "Vần thơ sầu rụng", "Tiếng thu" (thơ Lưu Trọng Lư); "Tình cầm" (thơ Hoàng Cầm); "Em hiền như Masoeur", "Thà như giọt mưa", "Hai năm tình lận đận" (thơ Nguyễn Tất Nhiên)...
Nhiều ca khúc nước ngoài nhờ ông đặt lời Việt mà trở nên phổ biến ở Việt Nam, như "Em đẹp nhất đêm nay" (La plus belle pour aller danser), "Khi xưa ta bé" (Bang bang), "Tình cho không" (L'amour c'est pour rien), "Tuyết rơi" (Tomber la neige), "Tiếng cười trong đêm" (La nuit), "Những mùa nắng đẹp" (Seasons in The Sun), "Chuyện tình" (Where Do I Begin - nhạc phim Love Story của Andy Williams),... Ngoài ra ông còn đặt lời cho dân ca và nhạc khiêu vũ - như "Vũ nữ thân gầy" (La Cumparsita), "Caminito" - của nhiều nước trên thế giới.
Tiếp đến là những tác phẩm nhạc bán cổ điển, vốn là loại nhạc khó hòa nhập, thì ông cùng với tiếng hát Thái Thanh đã dễ dàng đưa đến số đông dân chúng: "Dạ khúc" (Nächtliches Ständchen của Franz Schubert), "Dòng sông xanh" (An der schönen blauen Donau op. 314 của Johann Strauss II), "Mối tình xa xưa" (bài số 15 trong "16 bài waltz cho piano" hay Célèbre Valse của Johannes Brahms)...

## Ca sĩ thể hiện
Người được coi là thành công nhất với nhạc Phạm Duy cho đến nay là Thái Thanh. Thái Thanh hát nhạc Phạm Duy từ những ngày đầu ông sáng tác, bà đã biểu diễn và ghi âm hàng trăm bài. Từ những ca khúc cho quê hương như Tình ca, Nhớ người thương binh, Người về, Về miền Trung, Quê nghèo, Tình hoài hương,..., những bài có âm điệu phức tạp như Đường chiều lá rụng, Chiều về trên sông... đến tình ca đôi lứa như Ngày xưa Hoàng Thị, Nghìn trùng xa cách, Kiếp nào có yêu nhau, Trả lại em yêu, Đừng xa nhau... giọng hát của bà, với phong cách hàn lâm trên chất liệu dân ca, rất phù hợp với loại tân nhạc xây dựng trên hơi thở nhạc dân tộc của Phạm Duy. Nhạc Phạm Duy - giọng Thái Thanh đã là sự kết hợp tiêu biểu nhất của tân nhạc Việt Nam suốt nhiều thập kỷ.
Sau Thái Thanh, phải nói đến ca sĩ Duy Quang, con trai Phạm Duy và cũng là một trong những người trình bày nhiều ca khúc của Phạm Duy nhất. Duy Quang bắt đầu hát từ những ca khúc dành cho sinh viên, phổ thơ Nguyễn Tất Nhiên. Thời gian sau biến cố 1975, ông tiếp tục hát những ca khúc về tình yêu, thân phận, tâm linh, và cả nhạc mang yếu tố chính trị. Đến khi Thái Thanh ngưng hoạt động, Duy Quang là người đã tiếp tục dòng nhạc Phạm Duy với vai trò trụ cột của những đêm nhạc Phạm Duy, và cũng là giọng hát chính của các đĩa hát Ngục ca, Thiền ca, Kiều ca.
Ngoài hai danh ca trên, còn nhiều ca sĩ thể hiện thành công cũng như gặt hái tên tuổi từ dòng nhạc Phạm Duy như Duy Khánh với những bài đậm màu dân ca: Nhớ người thương binh, Bà mẹ phù sa, Về miền Trung, Con đường cái quan, mẹ Việt Nam, Ngày trở về,... Danh ca Anh Ngọc với những bản nhạc tiền chiến, nhạc chiến tranh cũng như tình ca đôi lứa trong các chương trình thu phát trên đaì Sài Gòn, đặc biệt ông cũng là người đầu tiên trình bày bản nhạc Tình ca đến với công chúng. Nữ danh ca Khánh Ly cũng có rất nhiều ca khúc Phạm Duy thành công như Xuân Thì, Khối tình Trương Chi, Còn gì nữa đâu, 54-75, Bên Ni Bên Nớ...; Lệ Thu thì có Thuyền viễn xứ, Ngậm ngùi, Nước mắt mùa thu, Mộ khúc... gần như đóng đinh với tên tuổi của bà. Tuấn Ngọc là giọng hát lớn của giai đoạn sau 1975 cũng kịp để lại dấu ấn lớn trong dòng nhạc Phạm Duy với Tiễn em, Hẹn hò, Kiếp nào có yêu nhau, Nắng chiều rực rỡ, Trăng sao rớt rụng.... Julie Quang với Mùa thu chết, Yêu tinh tình Nữ, Huyền thoại trên một vùng biển; Elvis Phương với Áo anh sứt chỉ đường tà, Kỷ vật cho em, Tâm sự gửi về đâu, Tình hờ, Yêu em vào cõi chết, Con quỳ lạy chúa, Còn chút gì để nhớ, Vết thù trên lưng ngựa hoang; Khánh Hà với Nghìn trùng xa cách, Nha Trang ngày về, Kiếp nào có yêu nhau, Thái Hiền thì nổi danh khoảng thập niên 1970 với những bài nhạc Phạm Duy sáng tác cho "tuổi ô mai" và sau 1975 với rất nhiều bản thu cho những ca khúc Phạm Duy ít người hát. Hà Thanh với Hoa xuân. Thanh Thúy với Phố buồn. Kim Tước, Quỳnh Giao, Mai Hương, hát những bài nhạc bán cổ điển được giới thưởng ngoạn đánh giá cao. Danh ca Lê Dung trong nước, tuy rằng hoạt động trong giai đoạn nhạc Phạm Duy bị cấm nhưng cũng đã cho ra đời "chui" một vài bản nhạc tình của Phạm Duy như Mộ khúc, Nghìn trùng xa cách và được đánh giá tốt. Gần đây có các ca sĩ Ngọc Anh với Giết người trong mộng, Bích Liên, Mộng Thủy,... thường hát những ca khúc Phạm Duy ở hải ngoại.
Sau khi nhạc Phạm Duy được cấp phép tại Việt Nam, thì những ca sĩ trẻ trong nước như Mỹ Linh, Quang Linh, Nguyên Thảo, Quang Dũng, Đức Tuấn,... là những người thường biểu diễn trong những đêm nhạc Phạm Duy cũng như thu âm nhạc Phạm Duy.  

#### Vinh danh nhạc sĩ Phạm Duy
Đặc biệt, Trung tâm Thúy Nga đã từng thực hiện để vinh danh dòng nhạc của ông: 
- Paris By Night 19: Tác phẩm và Con người Phạm Duy
- Paris By Night 30: Phạm Duy 2 - Người tình
- Paris By Night 73: Song ca đặc biệt - The Best of Duets

## Nhận xét
| “                | Như tiếng chuông vọng đến từ hư vô. Như những tia chớp sáng ngời trong đêm tối. Như những tia nắng ấm đầu tiên của một ngày trong mùa Đông giá lạnh. Như những tia nắng chiều rực rỡ của một ngày đầy vui buồn của kiếp sống. Âm nhạc Phạm Duy đã đến trong mỗi cuộc đời Việt Nam như không khí trong bầu khí quyển của ca dao, tục ngữ, của truyện Kiều, của Cung Oán Ngâm Khúc, của Chinh Phụ Ngâm, của ngôn ngữ, của âm thanh, của cảm xúc Việt Nam. Trong đáy lòng của mỗi người Việt Nam, từ đã từng là một thiếu niên trong thời kháng chiến hay đến hôm nay là một thanh niên ở cuối thế kỷ XX, đều mang một dấu vết nào đó còn sót lại của bầu dưỡng khí đã nuôi lớn tâm hồn họ trong gần nửa thế kỷ nàỵ. | ” |
| — Lê Uyên Phương | |   |

| “                | Phạm Duy bàng bạc trong tất cả đời sống âm nhạc. | ” |
| — Trịnh Công Sơn |                                                  |   |

| “                | Nhạc sĩ có biệt tài soạn lời ca rất thơ | ” |
| — Nguyễn Đức Sơn |                                         |   |

| “            | Nhạc sĩ Phạm Duy là một trong những nhà thơ vĩ đại nhất của nền văn học nghệ thuật Việt Nam thời hiện đại. | ” |
| — Trần Dạ Từ | |   |

| “            | Đại vương của nhạc phổ thông Việt Nam | ” |
| — Eric Henry |                                       |   |

| “               | Người nhạc sĩ có một gia tài âm nhạc đồ sộ, và sự đóng góp của ông cho âm nhạc Việt Nam là không thể nào so sánh được. | ” |
| — Ngô Thụy Miên | |   |

| “            | Nói về một người đã mất, người ta hay nói đến những ký ức, nhưng với nhạc sĩ Phạm Duy, có lẽ người ta sẽ còn bàn nhiều về tương lai. Cuộc đời của ông là một ví dụ đầy xao xuyến về trái tim nghệ sĩ luôn lưu luyến cuộc đời, luôn tìm đến những điều mới mẻ và tạo dựng một lối đi khám phá đầy ngẫu hứng. | ” |
| — Tuấn Khanh | |   |

| “               | Trong kho tàng âm nhạc Việt Nam, Phạm Duy là một nhạc sĩ có nhiều tác phẩm để đời và mãi mãi còn trong lòng người Việt Nam qua nhiều thế hệ. | ” |
| — Nguyễn Văn Tý | |   |

| “                | Người ta ở đời thường muốn sống theo kiểu tiên hoặc kiểu thần. Sống kiểu tiên là ngao du, thỏa chí mình, không quan tâm đến sự đánh giá của thiên hạ. Sống kiểu thần thì muốn xông pha làm nên công trạng hiển hách. Phạm Duy là mẫu người thứ hai. | ” |
| — Phạm Thiên Thư | |   |

| “          | Ngôi sao Bắc đẩu của âm nhạc Việt Nam, người nhạc sĩ lớn nhất của âm nhạc Việt Nam qua rất nhiều thế hệ | ” |
| — Khánh Ly | |   |

| “            | Không có một nhà sáng tác nào khác có thể nói là đa dạng, sâu sắc, và đầy sức tưởng tượng bằng ông. | ” |
| — Eric Henry | |   |

| “              | Đối với tôi, Phạm Duy là một người nhạc sĩ toàn diện về mọi mặt (toàn diện theo nghĩa đầy đủ nhất của hai từ "nhạc sĩ"). Duy có những khả năng rất đặc biệt trong âm nhạc mà không phải bất kỳ người nhạc sĩ nào cũng có thể hội tụ đầy đủ, và sự cảm thụ âm nhạc nghệ thuật của Duy cũng mang tánh cách rất riêng, rất "Phạm Duy", nhưng cái riêng đó không hề lạc ra khỏi cái gốc rễ tình cảm chung của người Việt Nam. Duy đã làm những cuộc phiêu lưu "chiêu hồn nhạc" hết sức đậm đà, huyền diệu, đầy thơ mộng mà cũng đa dạng và phong phú vô cùng! Duy "chiêu" được "hồn" ông thần Nhạc và thành công trong nhiều thể loại, có lẽ bản thân ông thần Âm nhạc cũng "mê" lối "chiêu hồn" của Duy rồi chăng? Thành công - đối với Duy mà nói - không phải chỉ sớm nở tối tàn, mà phải nói rằng những nhạc phẩm đó đã và vẫn mang nhiều giá trị về ngôn ngữ âm nhạc lẫn ca từ, không lẫn với bất cứ ai, đặc biệt là những nhạc phẩm ấy sống mãi trong lòng người Việt say mê âm nhạc, nghệ thuật. Có những thể loại nhạc đối với người nhạc sĩ này là sở trường, nhưng với người khác nó lại không phải là thế mạnh. Còn Duy có thể làm cho những thể loại âm nhạc khác nhau "chịu" đi theo mình, nghe lời mình uốn nắn và đưa vào tâm hồn tình cảm của Duy. Duy viết tình ca đi vào lòng người bao thế hệ, viết hành khúc sôi nổi một thời cũng làm cho thính giả khó quên, hay viết trường ca, tổ khúc... cũng làm lay động con tim âm nhạc của bao người. Những thể loại Duy làm ra đều được sự tán thưởng của giới mộ điệu âm nhạc, lấy được nhiều tình cảm từ công chúng. Điều đó không hề dễ có đối với một tác giả. Nó tồn tại cho tới bây giờ cũng đủ để thấy giá trị âm nhạc Phạm Duy mang một dấu ấn khó phai trong dòng chảy âm nhạc Việt, và hạnh phúc hiếm có nhất: vẫn vững chãi trước ba đào thời gian. | ” |
| — Trần Văn Khê | |   |

| “                  | Ngôn ngữ ông giàu có đến độ, bên cạnh những chữ ông đã dùng, người ta tưởng chừng như còn dăm bẩy chữ nữa ông chưa xài tới. | ” |
| — Nguyễn Đình Toàn | |   |

| “                 | Theo tôi thấy đối với sự nghiệp âm nhạc của Phạm Duy thì ở Việt Nam(...) khó có người giống với Phạm Duy, có thể nói đó là cái đỉnh cao mà những người thấp cũng phải thấp cách xa chứ không thể gần được cái sự nghiệp âm nhạc của Phạm Duy. | ” |
| — Nguyễn Đắc Xuân | |   |

| “        | Người nhạc sĩ đã làm bản thân tôi, từ một anh lính làm nhạc "tếu" (để vui đùa giữa núi rừng hoang vu) cho "qua ngày đoạn tháng" bằng những giai điệu, tiết tấu, nhịp điệu, phong cách biểu diễn cóp nhặt từ Bing Crosby, Bop Hope... bỗng "tỉnh" ra sau một đêm tọa đàm văn nghệ ở Hiệu Bộ Trường Lục Quân Trần Quốc Tuấn 2 (Hà Cháy, Thanh Chương, Nghệ An) là nhạc Việt không phải là những thứ "Swing, Blues, Samba, Rumba, Cha-cha-cha ghép lời Việt"... Và từ đó tôi đã cố gắng để tìm đến những giai điệu, điệu thức, hòa thanh và ngôn ngữ âm nhạc không theo kiểu tiếp nối T, S, D, T chẳng chạy đi đâu thoát như trước nữa...Và tôi đã trở thành một "người làm nhạc cho lính". Chỉ có cái khác, khác căn bản là lũ chúng tôi trở thành "nhạc sĩ...cách mạng". Còn anh thì...Không! | ” |
| — Tô Hải | |   |

| “           | Hôm nay, có những người thích Rong Ca, có những người mê Bầy Chim Bỏ Xứ, có những người ngất ngây với Hoàng Cầm Ca, có những tín đồ của Thiền Ca. Có những người yêu Phạm Duy của new age, của nhạc giao hưởng, của mini opera và của thánh ca hơn Phạm Duy của Tình ca, Phạm Duy của dân ca, Phạm Duy của Kháng chiến ca, Phạm Duy của thơ phổ nhạc. Và ngược lại, có những người, với họ, chỉ có Phạm Duy của Tình ca mới là Phạm Duy. Chỉ có Phạm Duy Kháng chiến Ca. Chỉ có Phạm Duy thơ phổ nhạc. Chỉ có Phạm Duy, chỉ có Phạm Duỵ... Nhưng đó, bạn thích Phạm Duy nào, tùy bạn. Cũng vậy thôi Viên kim cương có một ngàn mặt. Khác biệt với tấm gương chỉ có một mặt. Cho nên phải chọn lựa, phải bàn cãi, phải bất đồng, phải suối ngàn đầu, sông trăm nhánh chảy về vĩnh viễn một đại dương. | ” |
| — Nguyên Sa | |   |

| “                          | Sở dĩ cái tiếng Việt Nam có thể gợi nơi tôi một chút ý tưởng hoà bình và đẹp đẽ, nhân ái và từ thiện, sở dĩ trải qua nhiều tháng nhiều năm, tôi đã có thể yêu mến nước Việt Nam ít ra cũng như yêu mến chính nước tôi, sở dĩ như thế trước hết và trên hết là chính nhờ Phạm Duy và một số nghệ sĩ Việt Nam khác. | ” |
| — Georges-Étienne Gauthier | |   |

## Danh mục tác phẩm

### Nhạc phẩm
Để xem đầy đủ danh sách các sáng tác của Phạm Duy, xem Nhạc Phạm Duy.
- 1954 cha bỏ quê, 1975 con bỏ nước
- Anh hỡi, anh cứ về
- Anh vái trời
- Anh yêu em vào cõi chết (viết chung với Nguyễn Long)
- Áo anh sứt chỉ đường tà (thơ: Hữu Loan)
- Bao giờ biết tương tư (viết chung với Ngọc Chánh)
- Bà mẹ Gio Linh
- Bà mẹ phù sa
- Bà mẹ quê
- Bài ca sao
- Bé bắt dế (thiếu nhi)
- Bên bờ sông Seine ta ngồi ta khóc
- Bên cầu biên giới
- Bên ni bên nớ (thơ: Cung Trầm Tưởng)
- Bến xuân (viết chung với Văn Cao)
- Cành hoa trắng
- Cây đàn bỏ quên
- Chàng dũng sĩ và con ngựa vàng (Đạo ca 3)
- Chiêu Quân Cống Hồ (ý thơ: Nguyễn Du)
- Chiến sĩ vô danh
- Chiều đông
- Chiều về trên sông
- Chinh phụ ca
- Chỉ chừng đó thôi
- Cho nhau
- Chuyện tình buồn (thơ: Phạm Văn Bình)
- Chúa hòa bình
- Cô Bắc Kỳ nho nhỏ (thơ: Nguyễn Tất Nhiên)
- Cô hái mơ
- Con đường tình ta đi
- Con đường vui (viết chung với Lê Vy)
- Con quỳ lạy Chúa trên trời
- Còn chút gì để nhớ (thơ: Vũ Hữu Định)
- Còn gì nữa đâu
- Có Bao Giờ Em Hỏi (thơ: Duyên Anh)
- Cỏ hồng
- Dã ca ngày mùa
- Dạ lai hương
- Đại nguyện (Đạo ca 2)
- Đạo ca
- Đi đâu cho thiếp theo cùng
- Đố ai
- Đường chiều lá rụng
- Đưa bé đến trường
- Đưa em tìm động hoa vàng (thơ: Phạm Thiên Thư)
- Đường em đi
- Đường Lạng Sơn
- Đừng bỏ em một mình (thơ: Minh Đức Hoài Trinh)
- Đừng xa nhau
- Em bé quê (thiếu nhi)
- Em hiền như Ma Soeur (thơ: Nguyễn Tất Nhiên)
- Em lễ chùa này
- Gánh lúa
- Giọt mưa trên lá
- Giải thoát cho em
- Giết người trong mộng
- Giờ thì em yêu
- Giọt chuông cam lộ
- Gọi em là đóa hoa sầu (thơ: Phạm Thiên Thư)
- Hai năm tình lận đận (thơ: Nguyễn Tất Nhiên)
- Hái hoa
- Hạ hồng
- Hán sở tranh hùng (ý thơ: Nguyễn Du)
- Hẹn hò
- Hoa rụng ven sông (thơ: Lưu Trọng Lư)
- Hoa xuân
- Hò lơ
- Huyền sử ca một người mang tên Quốc
- Khi tôi về
- Khối tình Trương Chi
- Kiếp nào có yêu nhau (thơ: Minh Đức Hoài Trinh)
- Kiếp sau
- Kỷ niệm
- Kỷ vật cho em (thơ: Linh Phương)
- Làm sao mà quên được
- Lan buồn (Tâm sự Thanh Lan) (thơ: Thanh Lan)
- Màu thời gian (thơ: Đoàn Phú Tứ)
- Mẹ năm 2000 (Rong ca 3)
- Mẹ trùng dương
- Minh Họa Kiều
- Mộ khúc (thơ: Xuân Diệu)
- Mộ phần thế kỷ (Rong ca 4)
- Mộng du
- Một bàn tay
- Một cành mai (Đạo ca 5)
- Mẹ Việt Nam
- Mùa thu chết (ý thơ: Apollinaire)
- Mùa thu Paris (thơ: Cung Trầm Tưởng)
- Mùa xuân du ca
- Mùa xuân yêu em
- Nắng chiều rực rỡ
- Nếu một mai em sẽ qua đời
- Nha Trang ngày về
- Nhớ bạn tri âm (viết chung với Phạm Đình Chương)
- Ngày xưa Hoàng Thị
- Ngày đó chúng mình
- Ngày em hai mươi tuổi
- Ngày sẽ tới (Bình Ca 10)
- Ngày tháng hạ
- Ngày trở về
- Ngày xưa
- Ngày xưa Hoàng Thị (thơ: Phạm Thiên Thư)
- Nghìn năm vẫn chưa quên
- Nghìn thu (Rong Ca 7)
- Nghìn trùng xa cách
- Ngồi gần nhau
- Ngọn trào quay súng
- Ngụ ngôn mùa
- Ngựa hồng
- Người lính bên tê
- Người lính trẻ
- Người tình
- Người tình già trên đầu non
- Người về
- Người Việt cao quý
- Ngậm ngùi (thơ: Huy Cận)
- Nhạc tuổi xanh
- Những gì sẽ đem theo về cõi chết
- Nụ tầm xuân
- Nương chiều
- Nước mắt mùa thu
- Nước non ngàn dặm ra đi
- Ông trăng xuống chơi
- Phố buồn
- Phượng yêu
- Quán bên đường
- Quán Thế Âm
- Quê nghèo
- Răn
- Rồi đây anh sẽ đưa em về nhà
- Rong ca
- Rong khúc
- Ru con
- Suối mơ (viết chung với Văn Cao)
- Ta yêu em lầm lỡ
- Tạ ơn đời
- Tâm ca
- Tâm sự gửi về đâu
- Tháng Tư Đen
- Thà như giọt mưa (thơ: Nguyễn Tất Nhiên)
- Thiền ca
- Thông điệp mùa xuân
- Thu ca điệu ru đơn
- Thu chiến trường
- Thương ai nhớ ai
- Thương tình ca
- Thuyền viễn xứ (thơ: Huyền Chi)
- Thương ca chiến trường
- Thương tình ca
- Tiễn em (thơ: Cung Trầm Tưởng)
- Tiếng bước trên đường khuya
- Tiếng đàn tôi
- Tiếng hát to
- Tiếng hát trên sông
- Tiếng hát trên sông Lô
- Tiếng hò miền Nam
- Tiếng sáo Thiên Thai (thơ: Thế Lữ)
- Tiếng thời xưa
- Tiếng thu
- Tìm nhau
- Tình ca
- Tình cầm (thơ: Hoàng Cầm)
- Tình hoài hương
- Tình hờ
- Tình khúc chiến trường (thơ: Ngô Đình Vận)
- Tình nghèo
- Tình quê (thơ: Hàn Mạc Tử)
- Tóc mai sợi vắn sợi dài
- Tôi còn yêu tôi cứ yêu
- Tổ khúc Bầy chim bỏ xứ
- Trả lại cho em
- Trả lại em yêu
- Trăm năm bến cũ (thơ: Lưu Trọng Văn)
- Trăng già (Rong ca 8)
- Tư mã phượng cầu (ý thơ: Nguyễn Du)
- Trường ca Con đường cái quan (từ miền Bắc, qua miền Trung, vào miền Nam)
- Trường ca Hàn Mặc Tử
- Trường ca Mẹ Việt Nam
- Tuổi hồng
- Tuổi mộng mơ
- Tuổi mơ
- Tuổi ngọc
- Tuổi ngu ngơ
- Tuổi sợ ma
- Tuổi thần tiên
- Tuổi xuân
- Tục ca
- Tưởng như còn người yêu (thơ: Lê Thị Ý)
- Tỳ bà
- Về miền Trung
- Vần thơ sầu rụng
- Viễn du
- Vết thù trên lưng ngựa hoang (viết chung với Ngọc Chánh)
- Vợ chồng quê
- Việt Nam, Việt Nam
- Xin em giữ dùm anh
- Xin tình yêu Giáng sinh
- Xuân
- Xuân ca
- Xuân hành
- Xuân hiền
- Xuân thì
- Xuất quân
- Yêu là chết ở trong lòng

### Tập nhạc đã in
- Những điệu hát bình dân, Nhà xuất bản Đất Mới - Thanh Hóa, 1950.
- Tình ca, tự xuất bản - Sài Gòn, 1969.
- Một mẹ trăm con, Bộ Thông tin - Sài Gòn, 1962.
- Trường ca Con đường cái quan, Tập san Sáng dội miền Nam - Sài Gòn, 1960 và Quảng Hóa - Sài Gòn, 1970.
- Mười bài tâm ca, Lá Bối - Sài Gòn, 1965.
- Ngày đó chúng mình yêu nhau - An Tiêm - Sài Gòn, 1968.
- Gìn vàng giữ ngọc, Sài Gòn, 1971
- Nghìn trùng xa cách, An Tiêm - Sài Gòn, 1968.
- Hát vào đời, An Tiêm - Sài Gòn, 1969.
- Vòng tay thế giới, Quảng Hóa - Sài Gòn, 1969.
- Giết người trong mộng, Trí Dũng - Sài Gòn, 1970.
- Ca khúc cho ngày mai, Quảng Hóa - Sài Gòn, 1970.
- Cho nhau riêng nhau một đời, Khai Phóng - Sài Gòn, 1970.
- Giọt lệ cho tình ta, Chân Mây - Sài Gòn, 1970.
- Mười bảy tình ca bất tử, Thương Yêu - Sài Gòn, 1971.
- Đạo ca, Văn học sử - Sài Gòn, 1971.
- Nhi đồng ca, Cục Tâm lý chiến - Sài Gòn,1971.
- Kỷ vật chúng ta, Gìn vàng giữ ngọc - Sài Gòn, 1971.
- Thương ca chiến trường, Gìn vàng giữ ngọc - Sài Gòn, 1971.
- Chiến ca mùa hè, Tiên Rồng - Sài Gòn, 1972.
- Con đường tình ta đi, Gìn vàng giữ ngọc - Sài Gòn, 1973.
- Tuyển tập nhạc tiền chiến (trong đó có nhạc Phạm Duy), Kẻ Sĩ - Sài Gòn, 1968.
- Tuyển tập 20 năm nhạc tình (trong đó có nhạc Phạm Duy), Khai Phóng - Sài Gòn, 1970.
- Hoàng cầm ca, Hội văn hoá Việt Nam tại Bắc Mỹ - Hoa Kỳ, 1984.
- Thấm thoát mười năm, Hội văn hoá Việt Nam tại Bắc Mỹ - Hoa Kỳ, 1984
- Tủ sách Cành Nam và Tạp chí Xác Định - Hoa Kỳ, 1985.
- Mười bài rong ca, PDC Productions, thành phố Midway, Hoa Kỳ, 1988
- Mười bài tâm ca, PDC Productions, thành phố Midway, Hoa Kỳ, 1990
- Bầy chim bỏ xứ cành vàng - Westminster, CA Hoa Kỳ, 1990
- Một đời để yêu (30 tình khúc), Nam Á - Paris, Pháp, 1989
- Vườn thơ cánh nhạc (30 bài thơ phổ nhạc), Nam Á - Paris, Pháp 1989
- Tình si (30 tình khúc), Nam Á - Paris, Pháp, 1992
- Tình ca quê hương (30 bài ca quê hương), Nam Á - Paris, Pháp, 1992
- Lịch sử trong tim (30 bài ca kháng chiến), Nam Á - Paris, Pháp, 1992
- Hát trên đường về (Đạo ca, Rong ca, Thiền ca), Nam Á - Paris, Pháp, 1992
- Niềm vui còn đó (Bé ca, Nữ ca, Bình ca), Hồng Lĩnh - Westminster, CA, Hoa Kỳ, 1994
- Tạ ơn đời, Hồng Lĩnh - Westminster, CA, Hoa Kỳ 1994 (Có thêm ngoại ngữ)
- Trường ca Mẹ Việt Nam (Việt-Anh-Pháp), Phủ Đặc ủy Chiêu hồi - Sài Gòn, 1960 và Lá Bối, 1967
- Trường ca Mẹ Việt Nam (Việt-Pháp), Nam Á, Paris, Pháp, 1985
- Dân ca - Folk Songs (Việt-Anh), USIS - Sài Gòn, 1968.
- Hoan ca (Việt-Anh) - Du Ca - Sài Gòn, 1973.
- Hát trên đường tị nạn (Việt-Anh) - Đông Phương - Santa Ana, CA, Hoa Kỳ, 1979.
- Mười bài ngục ca (Việt-Anh) - Nguyễn Hữu Hiệu - Arlington, VA, Hoa Kỳ, 1980.
- Hai mươi bài ngục ca (Việt-Anh) Hội Văn hóa Bắc Mỹ - Arlington, VA, Hoa Kỳ, 1980.
- Ngục ca (Việt-Anh-Pháp), Quê Mẹ - Paris, 1982. PDC Productions - thành phố Midway, CA, Hoa Kỳ, 1989
- Dân ca - Folk song - Chant populaire (Việt, Anh, Pháp), PDC Musical Productions - thành phố Midway, California, Hoa Kỳ, 1980.
- Trường ca Con đường cái quan (Anh-Việt), PDC Musical Productions, thành phố Midway, CA, Hoa Kỳ, 1980

### Sách giáo khoa, sử liệu
- Lược khảo về dân nhạc Việt Nam. Sài Gòn: Hiện đại, 1970. Xuân Thu tái bản, Hoa Kỳ, 1991.
- Music of Viet Nam. Carbondale, IL, Hoa Kỳ: S.I.U, 1975.
- Tự học guitare (3 tập). Midway City, CA, Hoa Kỳ: Phạm Duy Enterprises, 1976.
- Hồi ký (3 tập). Midway City, CA, Hoa Kỳ: PDC Productions, 1989, 1990, 1991.
- Ngàn lời ca. Midway City, CA, Hoa Kỳ: PDC Productions, 1987, 88.
- Đường về dân ca. Los Alamitos, CA, Hoa Kỳ: Xuân Thu, 1990.
- "Nửa thế kỷ tân nhạc" (bài báo), Nguyệt san Văn Học, Hoa Kỳ.
- "Những năm đầu của tân nhạc" (bài báo), Tập san Hợp Lưu - CA, Hoa Kỳ, 1994.
- Tân nhạc Việt Nam thời kỳ đầu - PNC, Việt Nam, 2005.

## Viết về Phạm Duy
Nhạc
- Trong bài hát "Sài Gòn niềm nhớ không tên" của nhà thơ Nguyễn Đình Toàn có đoạn:

Sài Gòn ơi! Thôi hết rồi những ngày hát nhớ nhau
Nhớ Phạm Duy với tình ca sầu
Mắt lệ rơi khóc thuở ban đầu
Còn gì đâu...
Sách
- Một người Gia Nã Đại và nhạc Phạm Duy, Georges-Étienne Gauthier
- Phạm Duy - Còn đó nỗi buồn, Tạ Tỵ
- Phạm Duy đã chết như thế nào, Nguyễn Trọng Văn
- Con đường tình sử Việt Nam qua hai thế hệ: Phạm Duy - Trịnh Công Sơn, tác giả Hà Anh Tuấn
- Nửa thế kỷ Phạm Duy, Xuân Vũ
- Hồi ký Phạm Duy, Phạm Duy
- Hành trình Phạm Duy qua dòng lịch sử, Jason Gibbs
- Tính dân tộc trong âm nhạc Phạm Duy và tình bạn Duy - Khê, Trần Văn Khê

Tiểu luận, báo chí
- Phạm Duy, đại lực sĩ; Phạm Duy với ngàn lời ca - Nguyên Sa
- Văn Cao - Phạm Duy: Trần Gian Và Tiên Cảnh - Thụy Khuê
- His Music Links The Generations - Los Angeles Times
- Phạm Duy Thể Nghiệm Việt Nhạc - Latina Musica Contemporanea Del Mundo
- Nghệ thuật phổ thơ vào nhạc - Phạm Quang Tuấn
- Viết về Phạm Duy - Nguyễn Đình Toàn
- Con đường cái quan - Georges-Étienne Gauthier
- Phạm Duy, Vietnam's Music Man - Ngọc Bích
- Văn Cao - Phạm Duy: Hai con người, một mối tình - Phạm Thế Định
- Phạm Duy và tiếng hát quê hương - Giao Chỉ
- Phạm Duy và tôi - Ngô Đồng
- Phạm Duy, Con én đưa thoi - Cổ Ngư
- Phạm Duy - Nhạc sĩ vượt thời gian - Nguyễn Ngọc Sơn
- Tính hiện thực trong ca từ của Phạm Duy - Trần Hữu Thục
- Phạm Duy người nghệ sĩ tự do - Đỗ Xuân Kiên